# St-Thurien (Plogonnec)

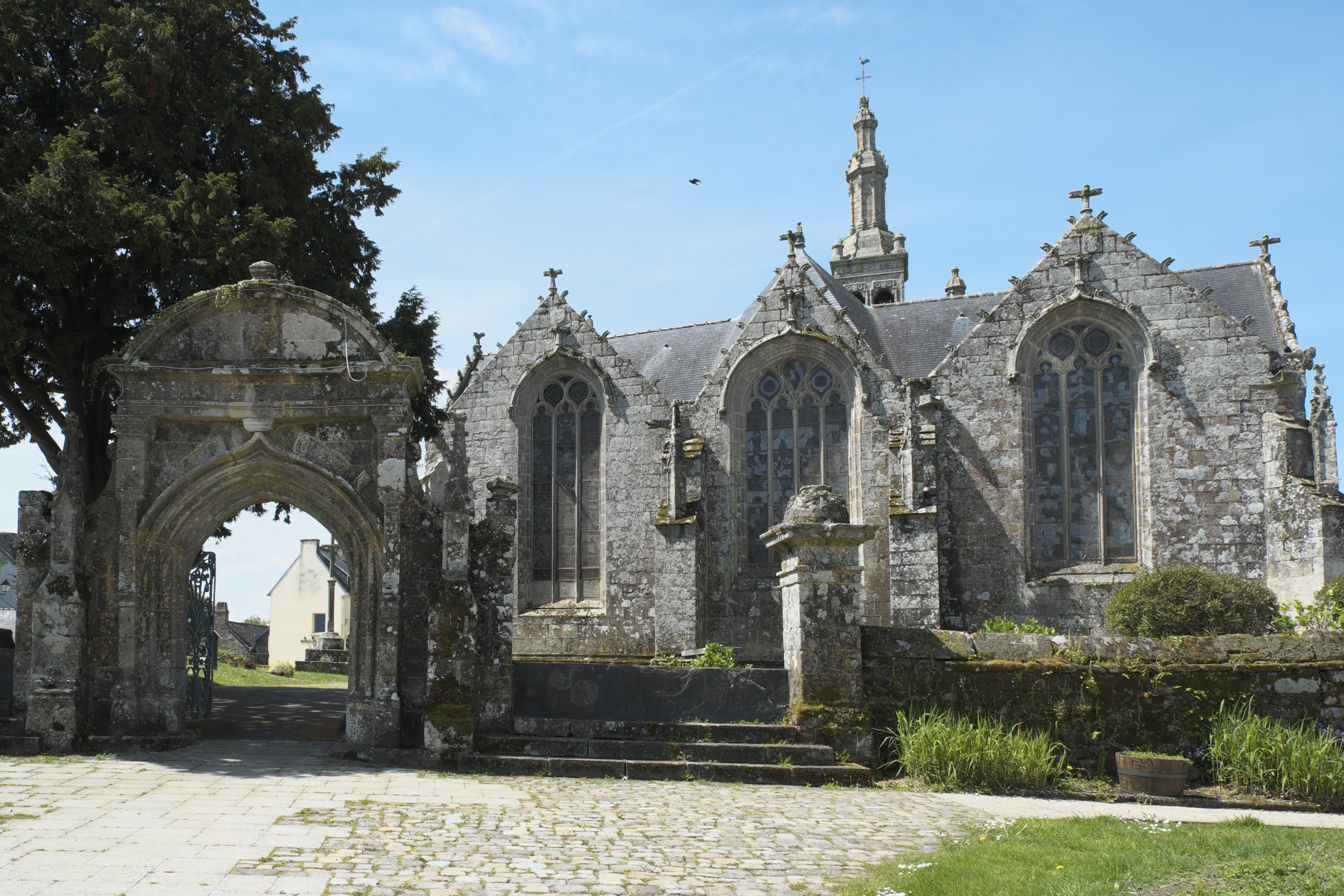
Pfarrkirche Saint-Thurien

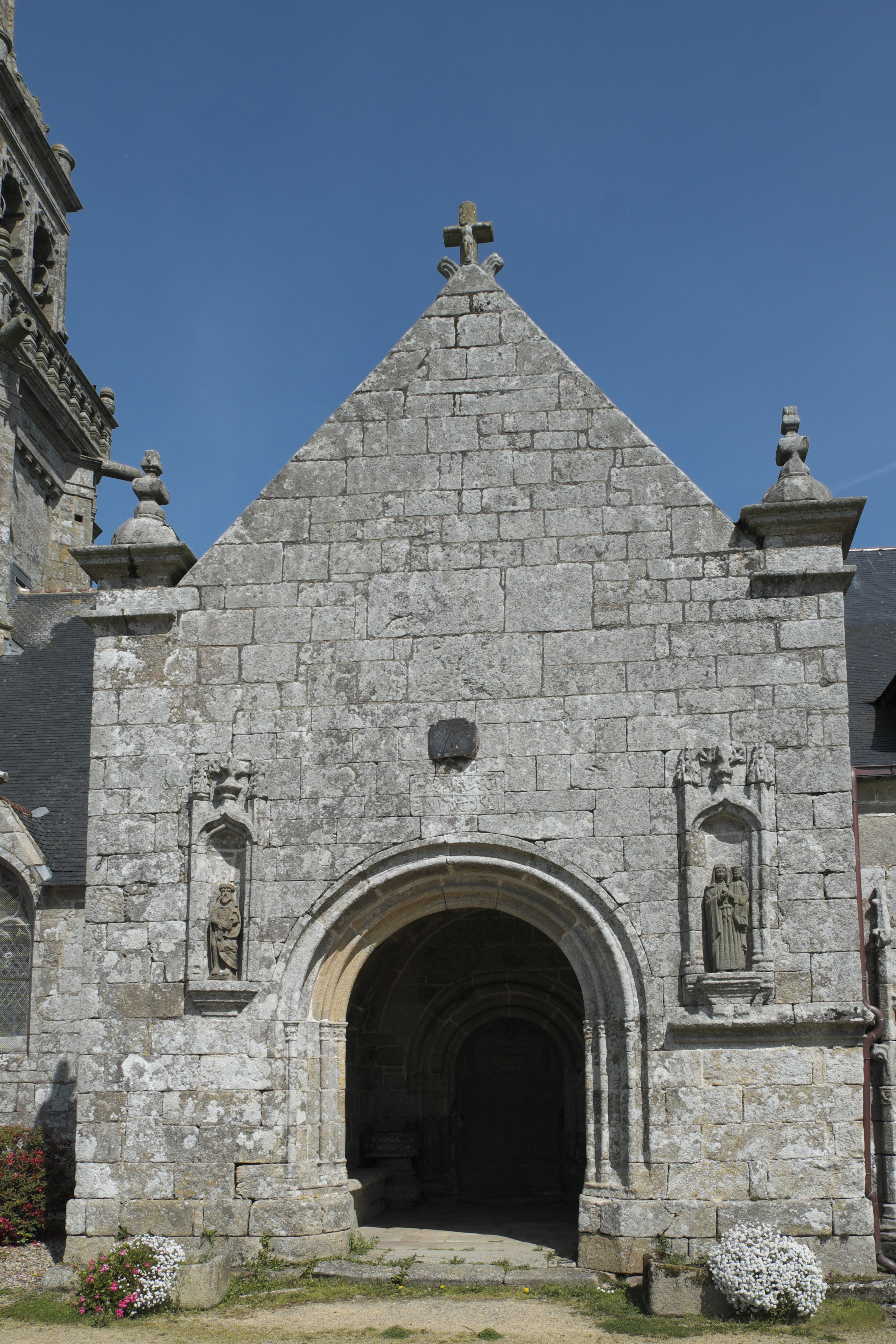
Südliche Vorhalle

Die katholische Pfarrkirche Saint-Thurien in Plogonnec, einer Gemeinde im Département Finistère der französischen Region Bretagne, wurde zum großen Teil im 16. Jahrhundert errichtet. Die Kirche ist dem heiligen Thurien (auch Turiau, Thuriau oder Thurian) geweiht, einem bretonischen Heiligen aus dem 7./8. Jahrhundert und Bischof von Dol. In der Kirche sind Bleiglasfenster aus der Bauzeit erhalten. Im Jahr 1922 wurde die Kirche einschließlich ihrer Umfriedung und ihres Triumphtors als Monument historique in die Liste der Baudenkmäler (Base Mérimée) in Frankreich aufgenommen.

## Geschichte
Die heutige Kirche wurde an der Stelle einer Vorgängerkirche aus dem 13. Jahrhundert errichtet. Von einem späteren Kirchenbau des 15. Jahrhunderts sind noch Teile in den Mauern des Langhauses und der südlichen Vorhalle erhalten. Chor und Schiff sowie der obere Teil der südlichen Vorhalle entstanden im 16. Jahrhundert. Die Westfassade und der Glockenturm wurden 1657 begonnen, in den folgenden Jahren wurden die Laternen und die Balustrade auf den Turm gesetzt.

## Architektur

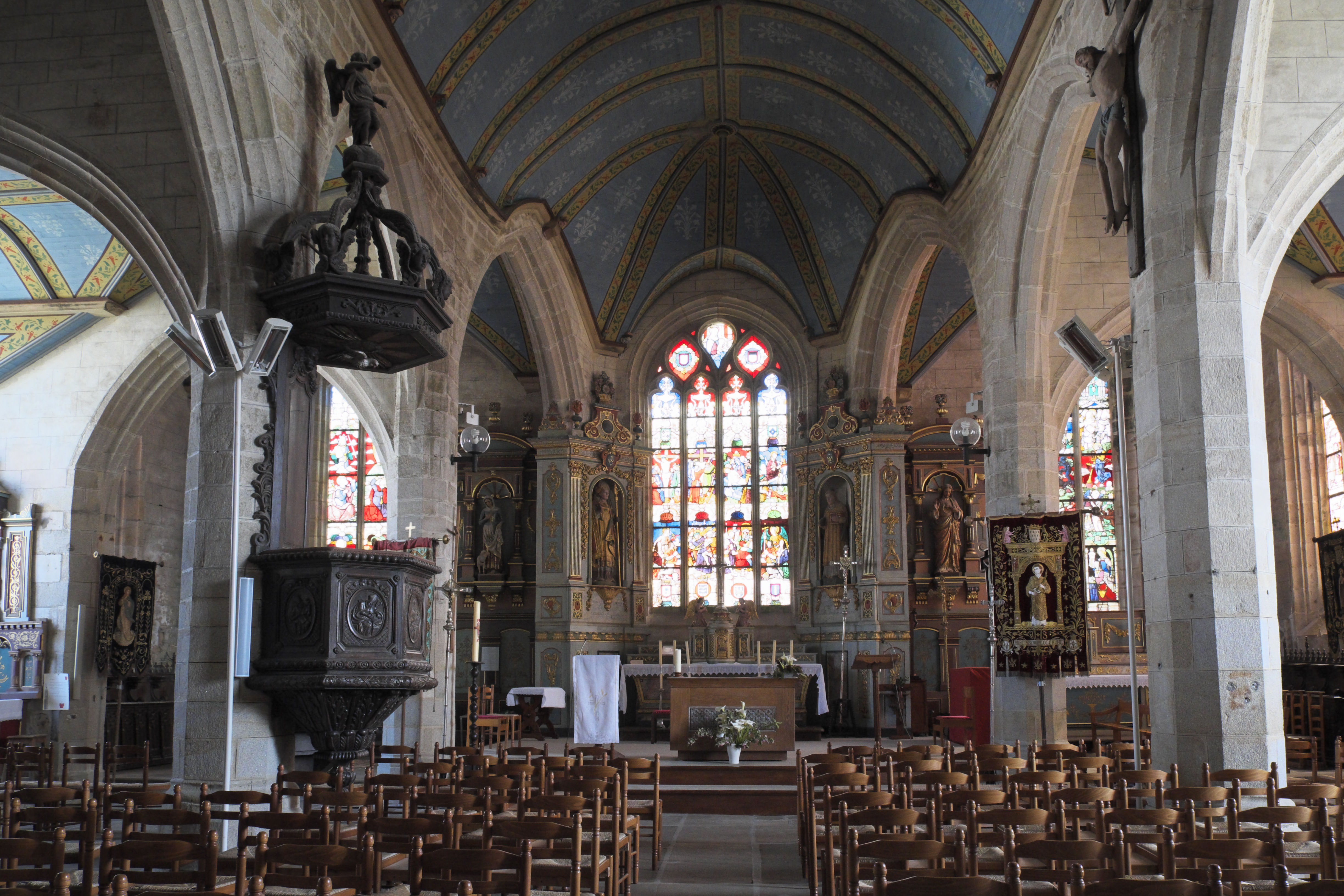
Innenraum

Der rechtwinklige Glockenturm wird von massiven Strebepfeilern gestützt, zwischen denen sich im Erdgeschoss ein von Säulen gerahmtes Portal öffnet. Über dem Portal ist in einen ädikulaartigen Aufbau mit zwei übereinander liegenden Segmentgiebeln, die auf Pilastern und seitlichen Voluten aufliegen, eine Nische mit der Figur des Kirchenpatrons eingeschnitten. Der Turm wird von zwei schmalen, oktogonalen Treppentürmen flankiert, die wie der Turm von Zwiebelhauben und Laternen bekrönt sind.
Das gerade geschlossene Chorhaupt wird von Strebepfeilern gegliedert und von drei großen Maßwerkfenstern durchbrochen. An der südlichen Vorhalle ist über dem äußeren Portal eine Inschrift mit der Jahreszahl 1581, dem Jahr ihrer Entstehungszeit, eingemeißelt. Das Portal wird von rundbogigen Archivolten gerahmt, die Säulen sind Spolien und stammen vom Kirchenbau des 15. Jahrhunderts. In den seitlichen Nischen stehen eine Figur des Ecce homo und eine Madonna mit Kind. Das innere Portal besitzt noch seine holzgeschnitzte Tür, die durch eine Inschrift mit der Jahreszahl 1656 bezeichnet ist.
Das dreischiffige Langhaus ist in sechs Joche gegliedert. Durch die an das Langhaus angebauten Kapellen entsteht der Eindruck eines Querhauses.

## Bleiglasfenster
- Passionsfenster (Fenster 0)

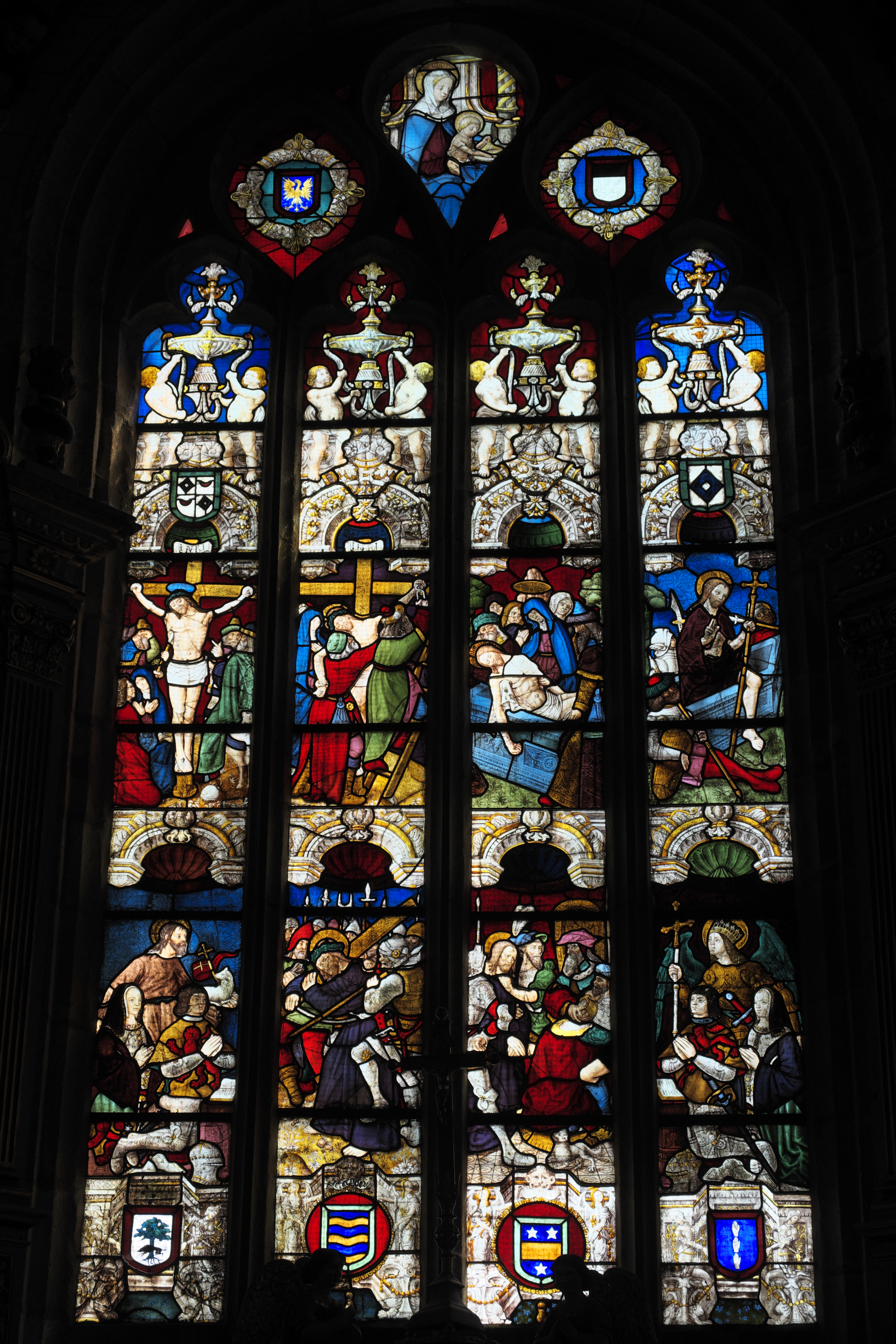
Passionsfenster

Das vierbahnige Fenster wird um 1520 datiert und Olivier Le Sodec zugeschrieben. Auf zwei Ebenen sind Szenen der Passion dargestellt. Auf der oberen Ebene sind die Kreuzigung, die Kreuzabnahme, die Grablegung und die Auferstehung Christi zu sehen, darunter in der Mitte die Kreuztragung und die Szene Jesus vor Pilatus. Auf den beiden äußeren Scheiben sind Sifterpaare mit ihren Schutzpatronen dargestellt, links Jacques de Névet und Claudine de Guengat mit Johannes dem Täufer, rechts ihr Sohn René de Névet und seine Gemahlin mit dem Erzengel Michael. Im Maßwerk sieht man Putten und Wappen, die Scheibe mit Madonna und Kind stammt aus einem Fenster mit der Darstellung der Anbetung der Heiligen Drei Könige.

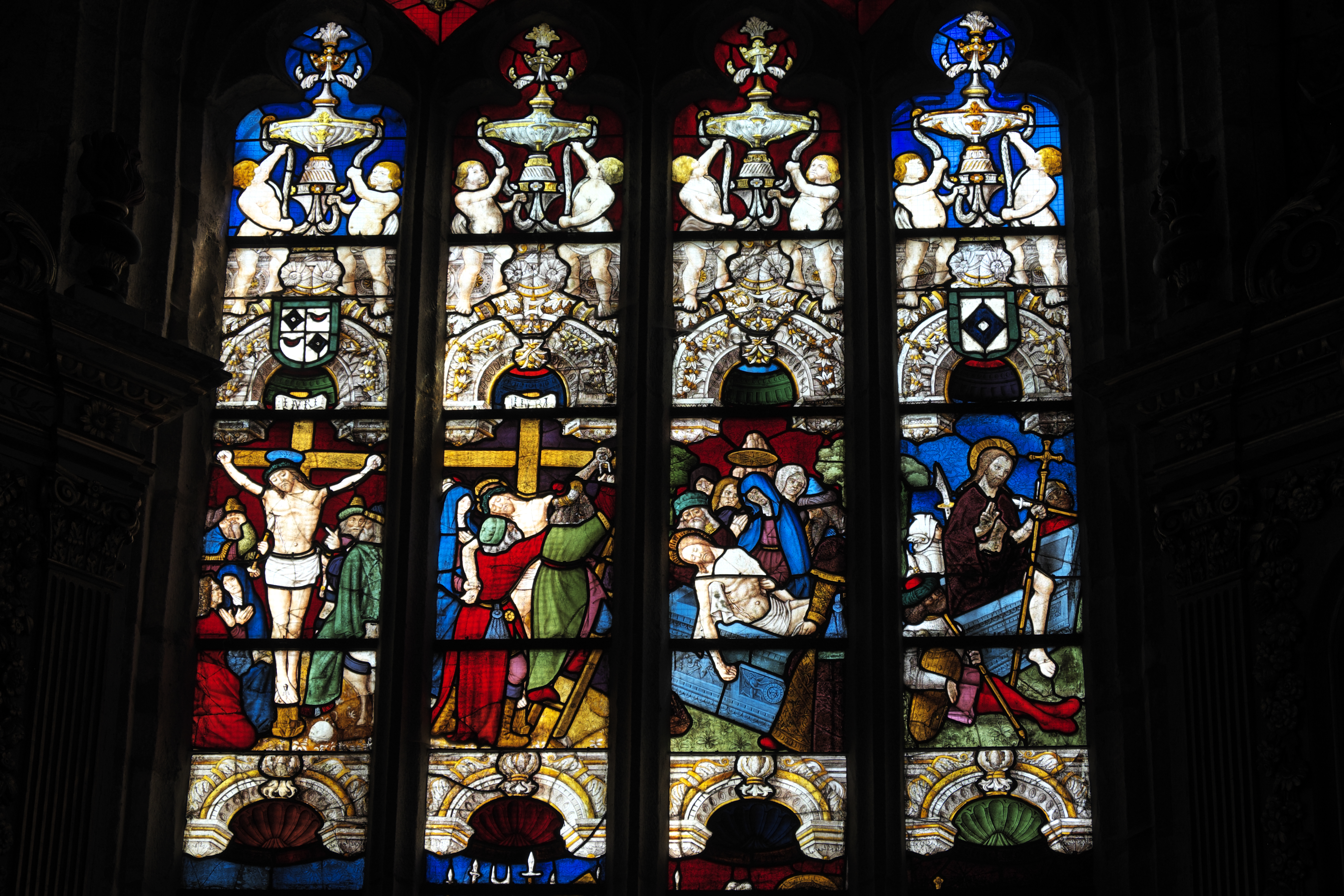
Passionsszenen (oben)
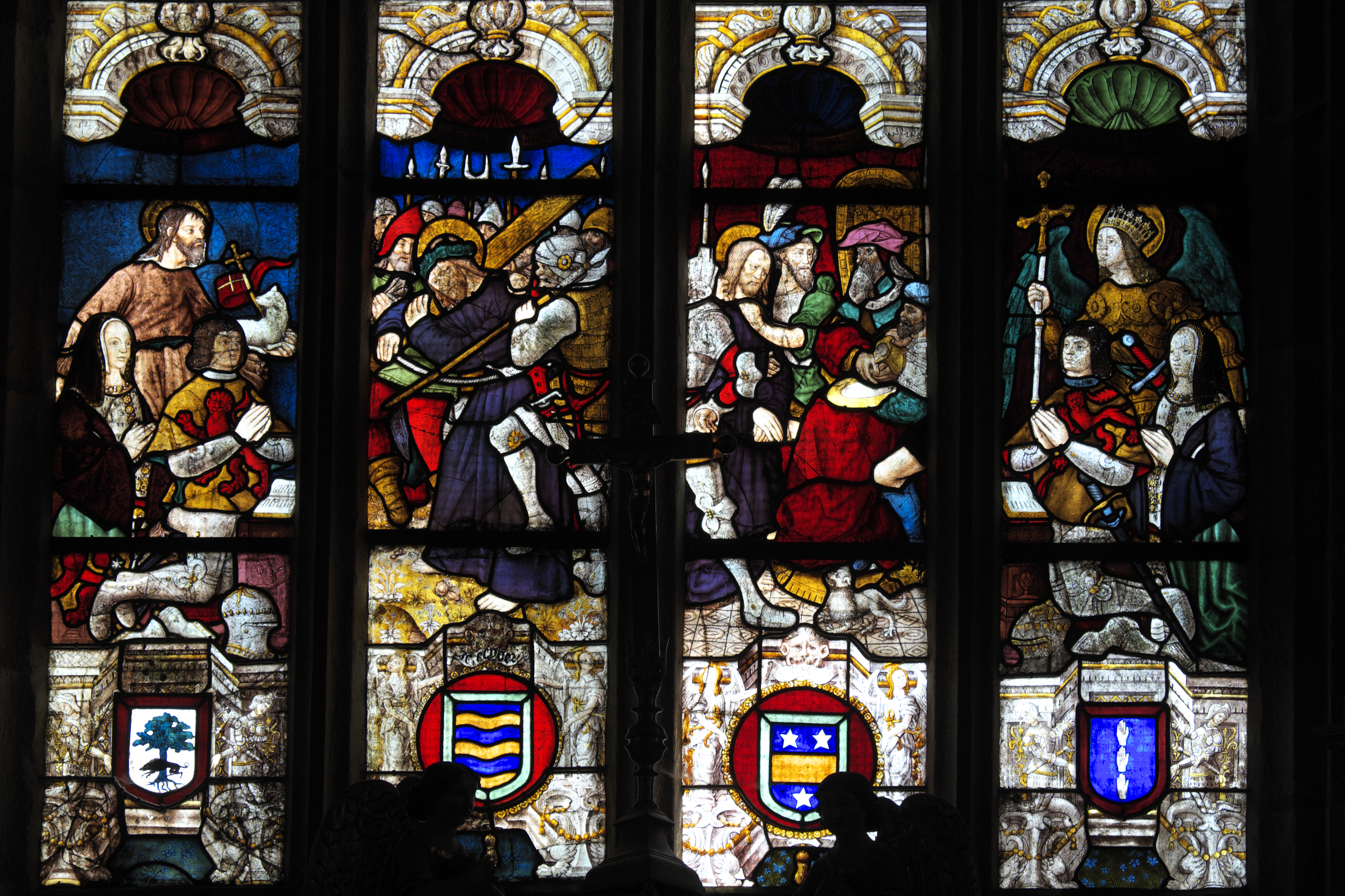
Passionsszenen und Stifter (unten)
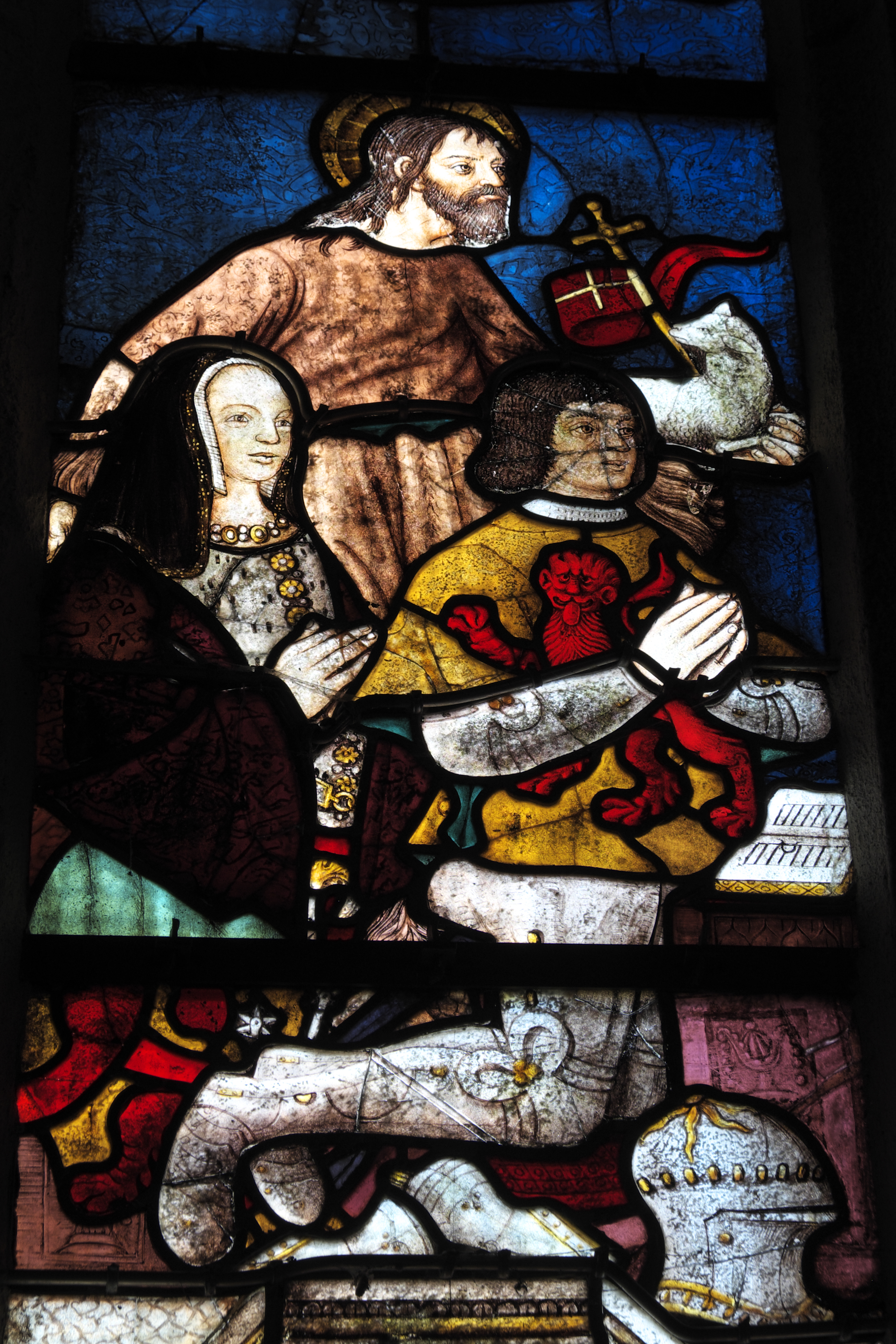
Stifterpaar und Johannes der Täufer

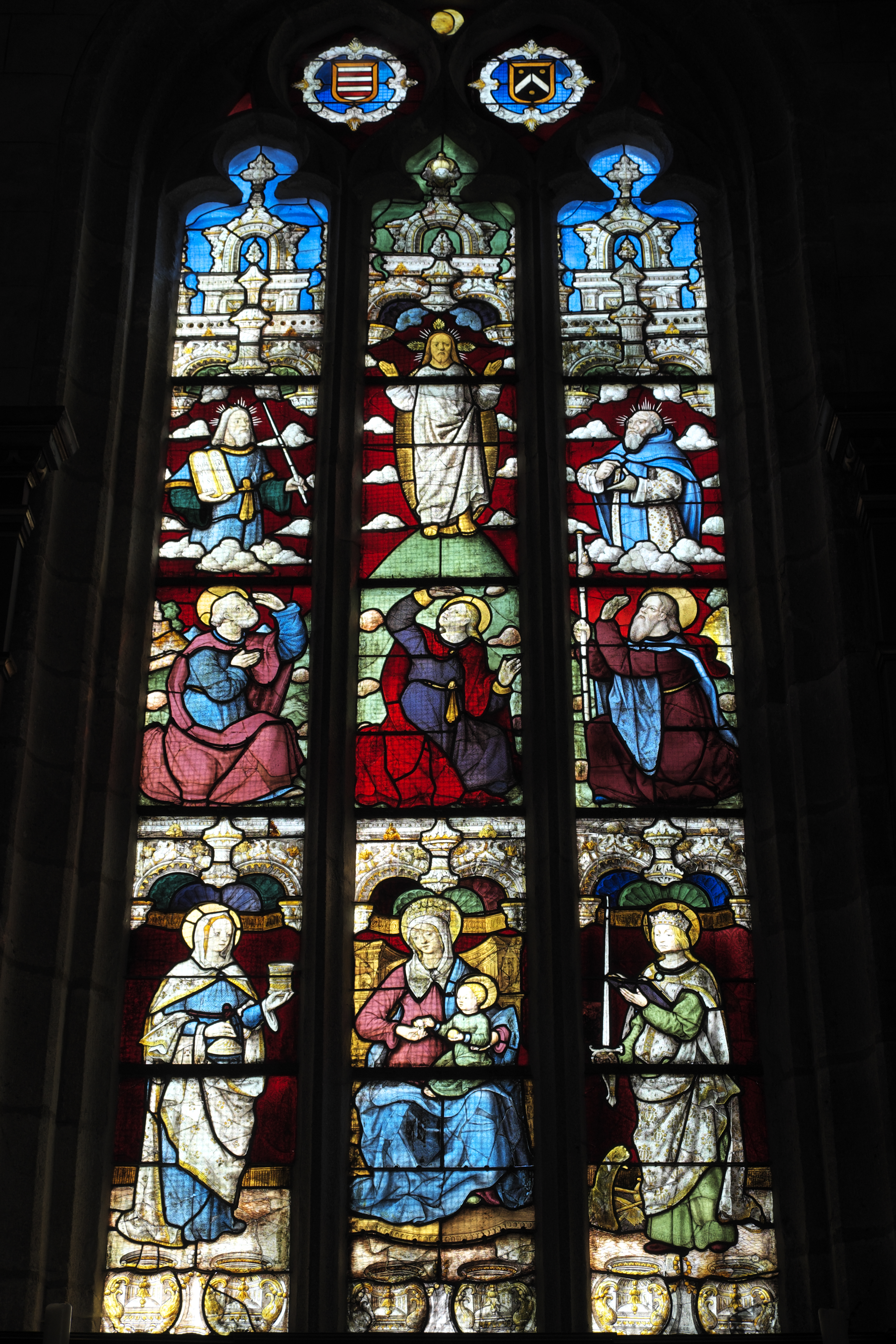
Verklärung Jesu

- Fenster der Verklärung Jesu (Fenster 1)

Das dreibahnige Fenster der Verklärung Jesu wird ebenfalls um 1520 datiert und Laurent Le Sodec zugeschrieben. Auf der unteren Ebene sieht man in der Mitte eine Madonna mit Kind, links Maria Magdalena mit ihrem Salbgefäß und rechts die heilige Katharina von Alexandria mit dem Rad zu ihren Füßen und dem Schwert in der Hand. Hinter dem Kopf Maria Magdalenas ist die Inschrift LONRANS zu erkennen, die als Hinweis auf Laurent Le Sodec gewertet wird. Auch der Saum des Gewandes von Maria Magdalena ist mit einer Inschrift in lateinischer Sprache versehen, die Anrufungen enthalten. Auf der darüberliegenden Ebene sind die Apostel Petrus, der bartlose Johannes und Jakobus der Ältere mit dem Pilgerstab dargestellt. Sie blicken nach oben, zu Jesus, der in weißem Gewand, von einer goldenen Mandorla umgeben, mit erhobenen Händen vor einem roten Himmel mit weißen Wolken steht. Seitlich erheben sich aus Wolken Moses (links), der die Gesetzestafeln in Händen hält (links), und der Prophet Elias (rechts).

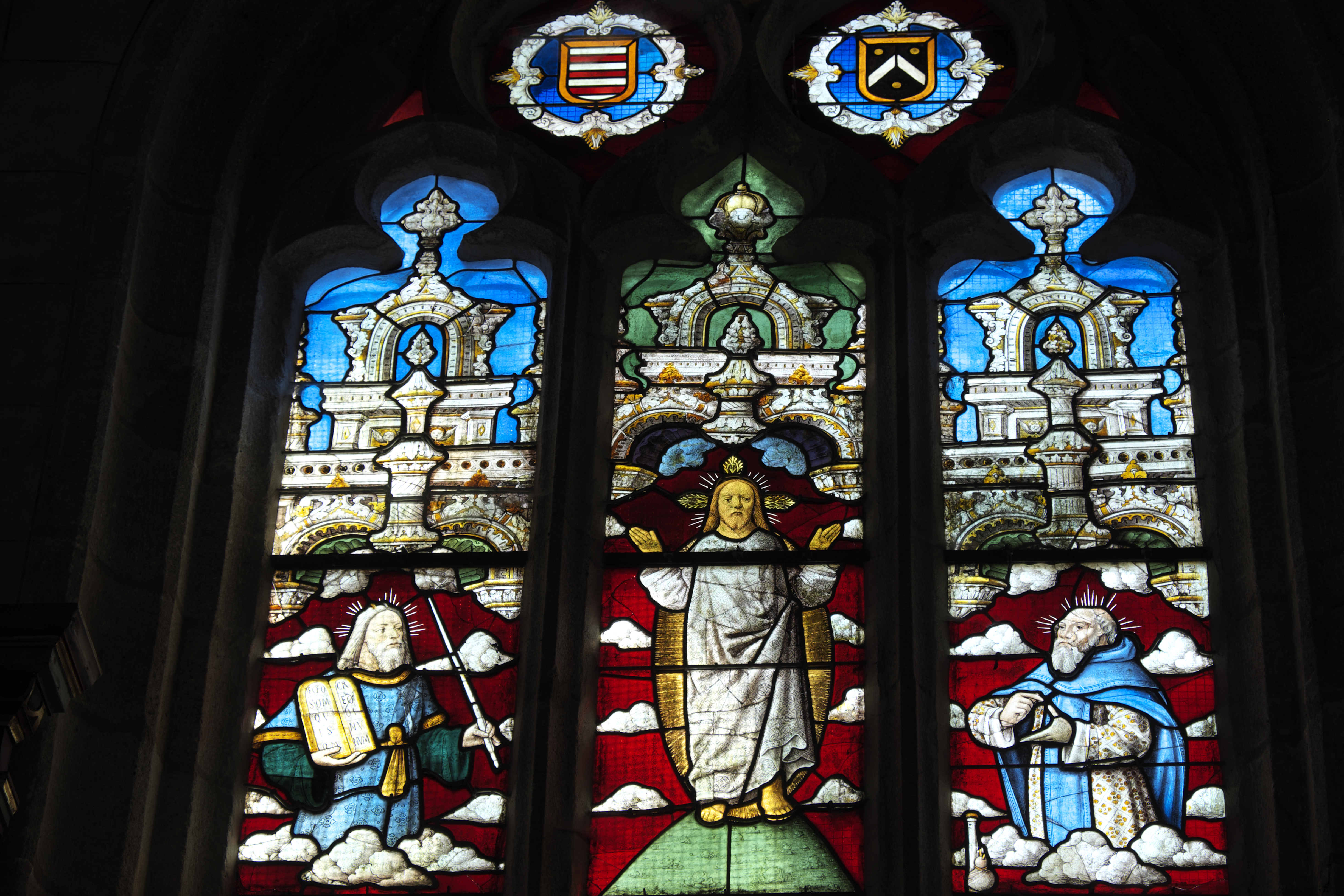
Verklärung Jesu mit Moses und Elias
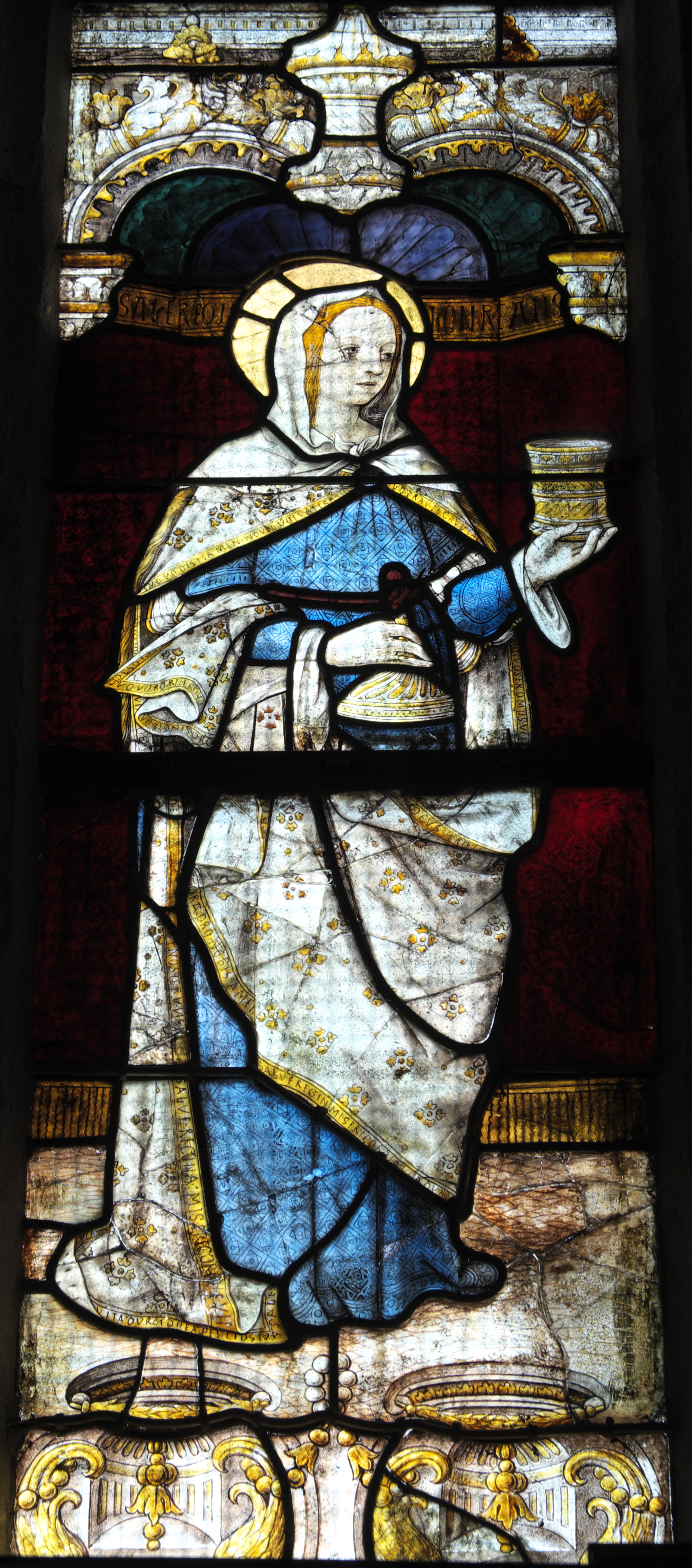
Maria Magdalena
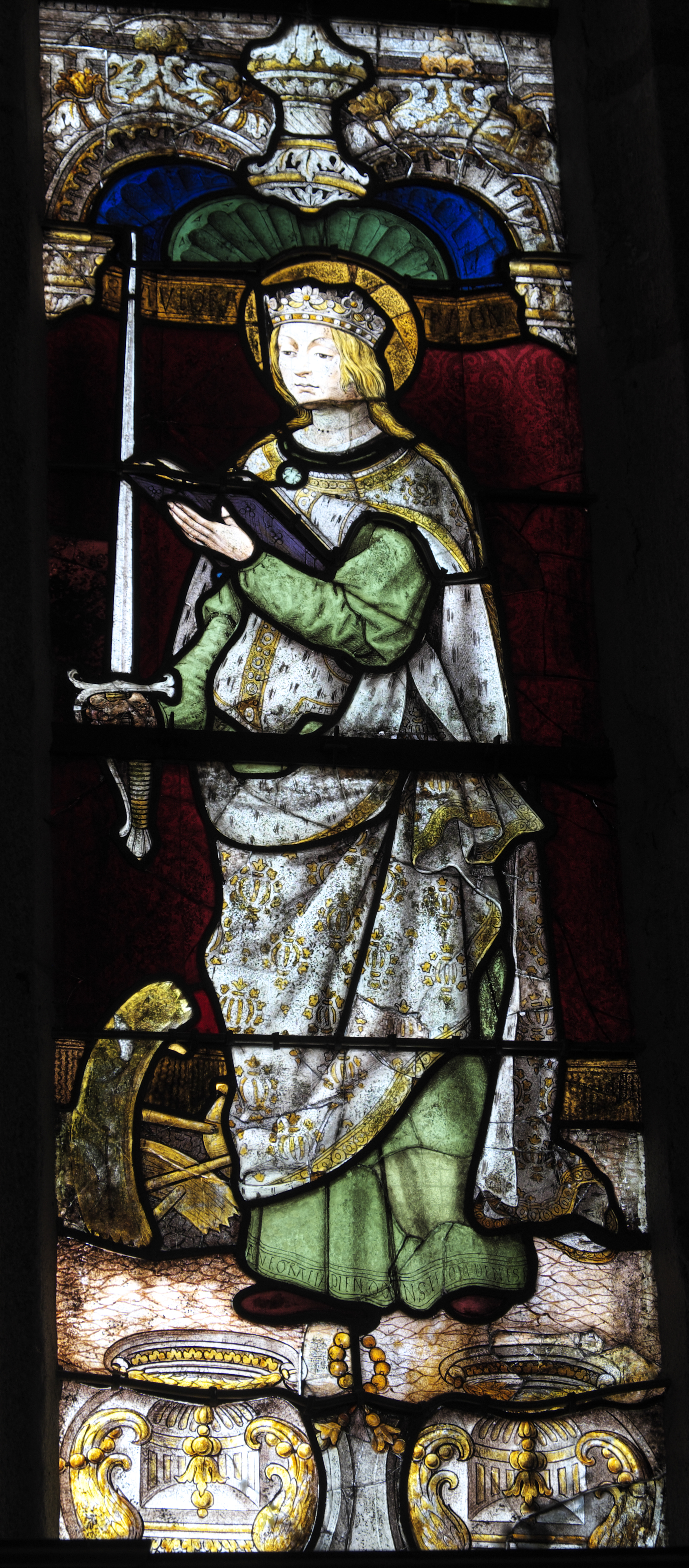
Heilige Katharina

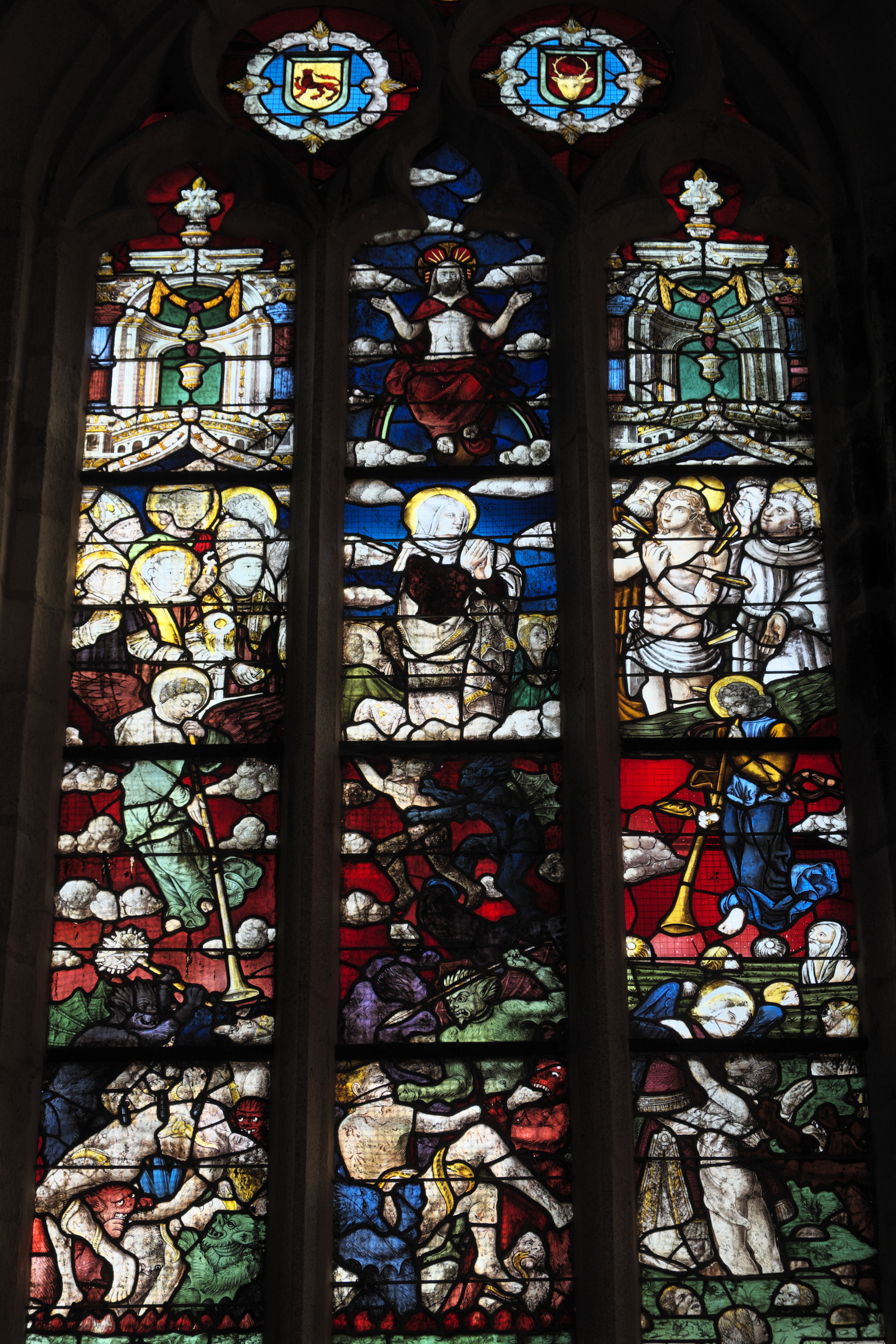
Jüngstes Gericht

- Fenster mit Szenen des Jüngsten Gerichts (Fenster 2)

Das dreibahnige Fenster ist in vier Ebenen gegliedert. Die Scheiben der drei oberen Ebenen mit der Darstellung des Jüngsten Gerichts wurden zwischen 1520 und 1525 ausgeführt. In der Mitte oben thront Christus als Weltenrichter, darunter sieht man Maria, umgeben von Heiligen. Die Scheiben darunter stellen zwei Posaunenengel und die Auferstehung der Toten dar, die von Teufeln gequält werden. Auf der rechten Scheibe wird ein Auferstandener von einem Engel aufgenommen. Die unteren Scheiben stammen aus anderen Fenstern und wurden vermutlich Ende des 19. Jahrhunderts unter den Szenen des Jüngsten Gerichts eingesetzt. Sie stellen links einen Ritter mit dem Erzengel Michael dar, in der Mitte die Verkündigung. Die rechte Scheibe mit der Darstellung einer Stifterin und  der heiligen Barbara von Nikomedien wird um 1500 datiert.

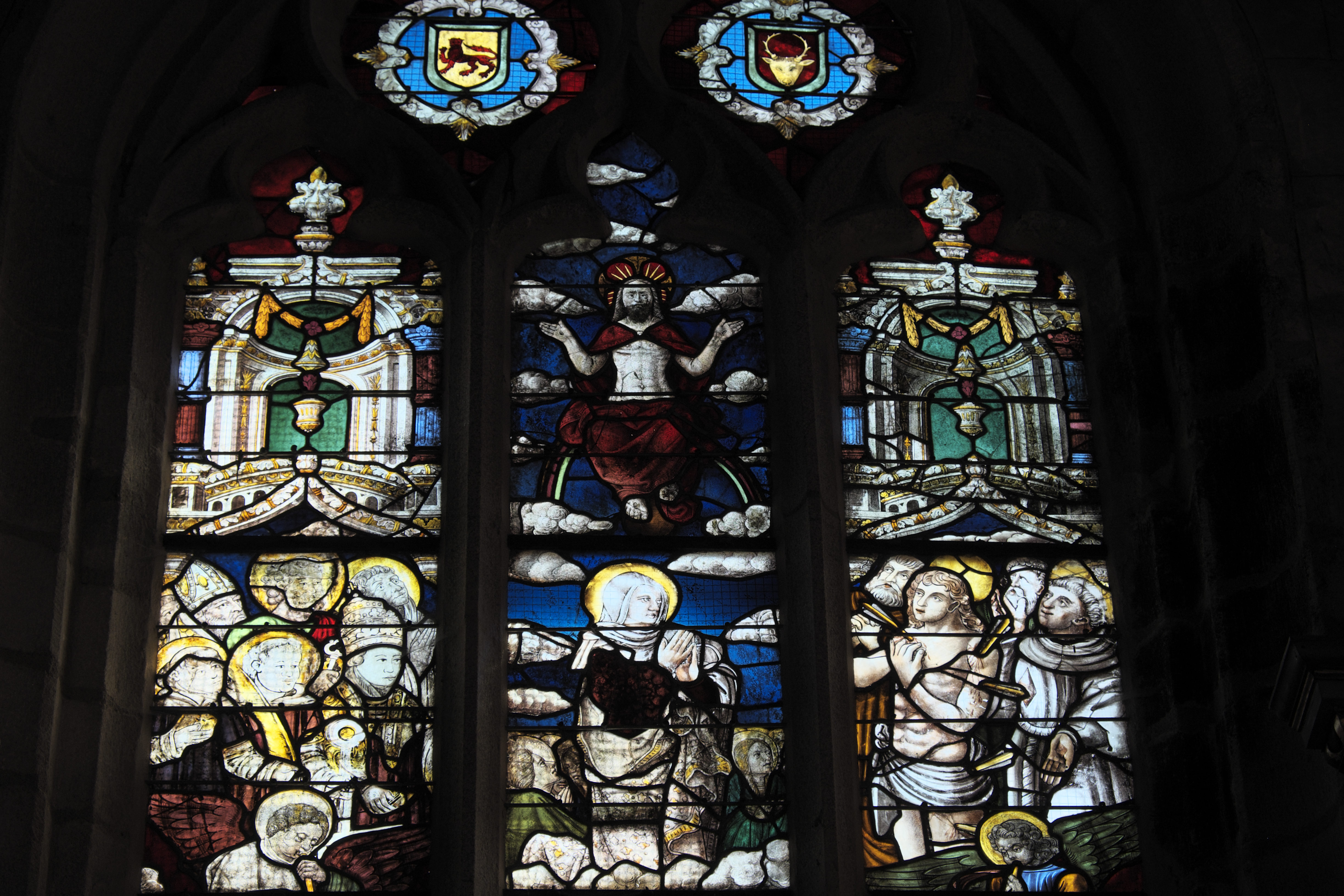
Christus als Weltenrichter (oben), Maria und Heilige (unten)
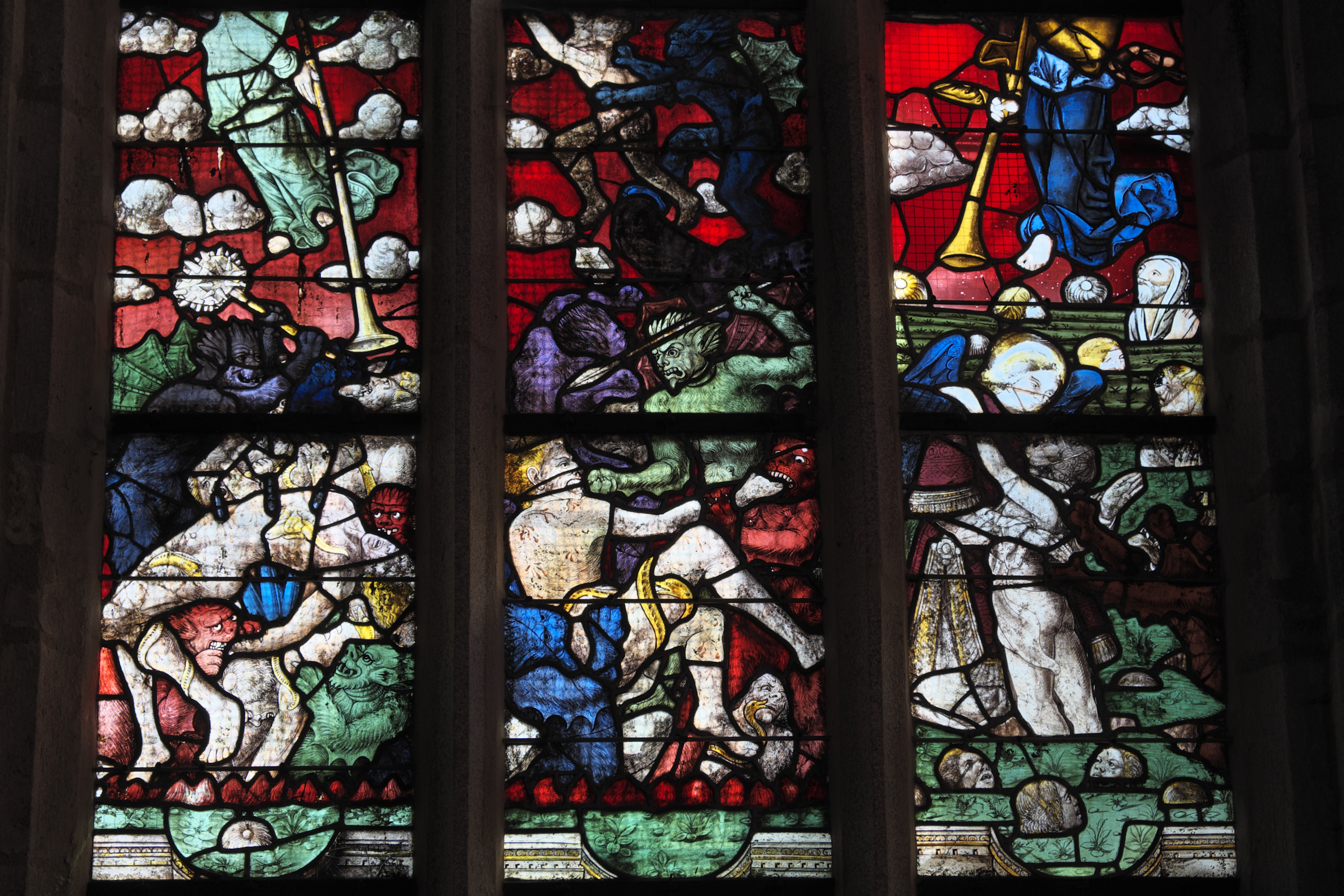
Auferstehung der Toten
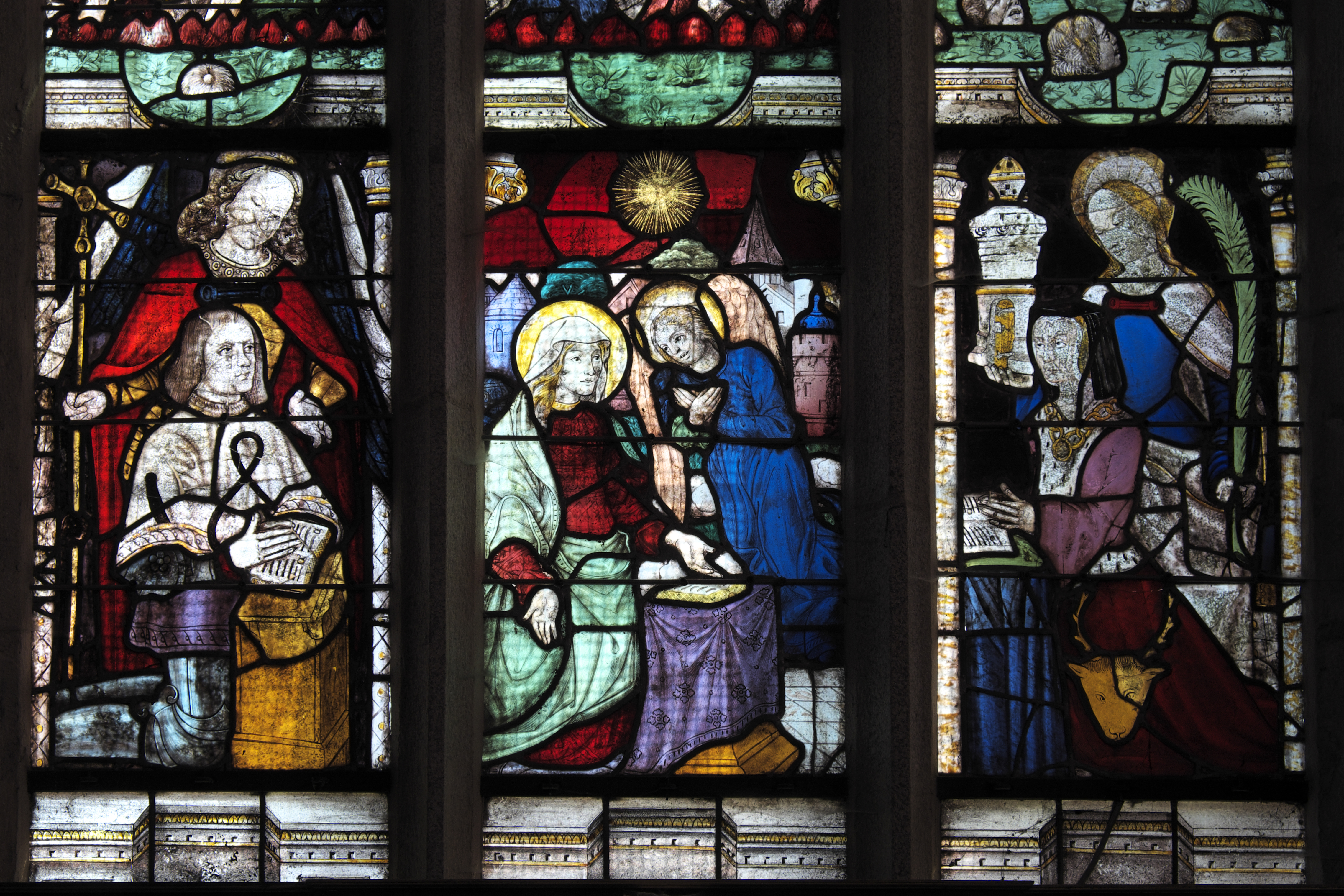
Verkündigung (Mitte), seitlich Sifter mit Schutzpatronen

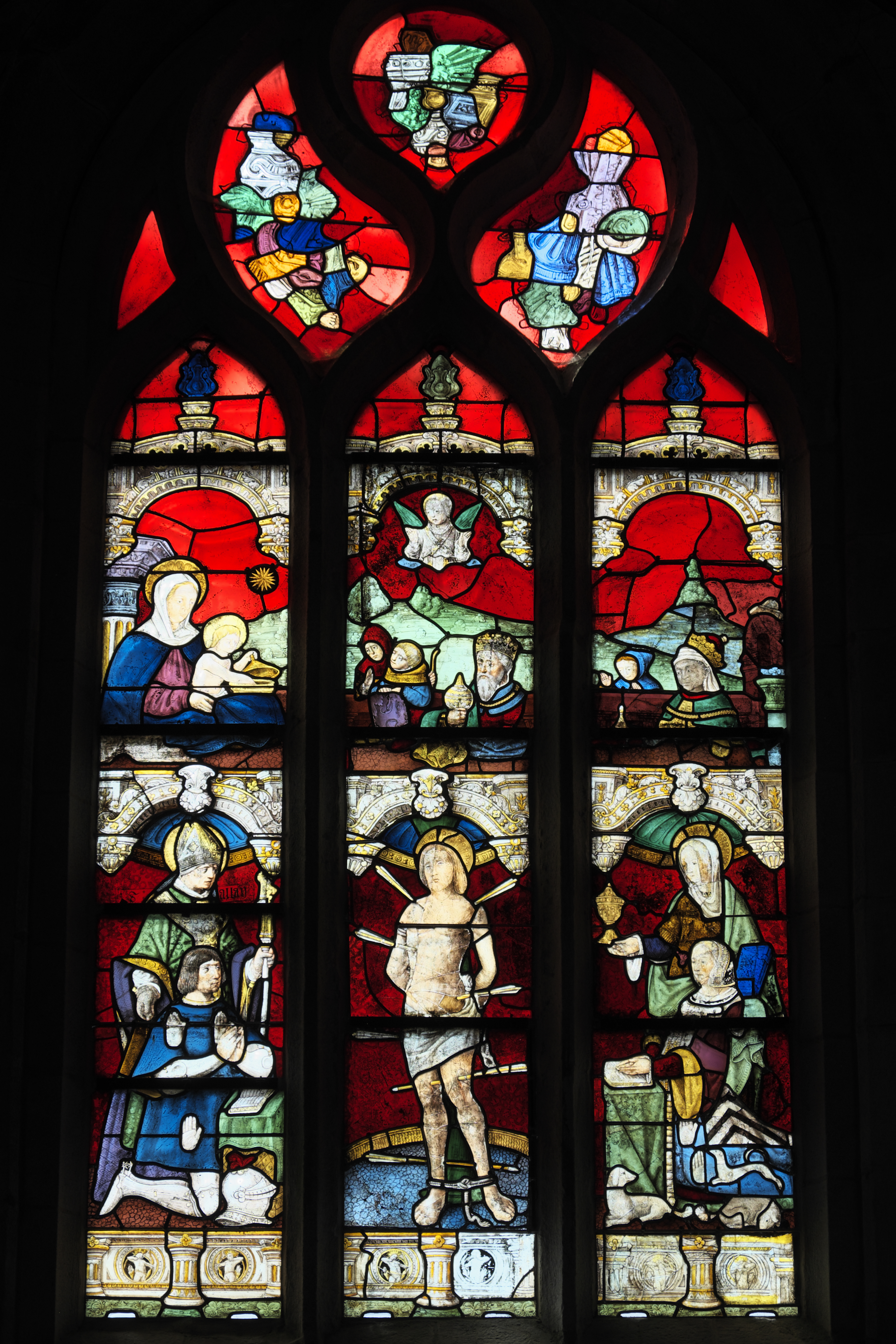
Heiliger Sebastian

- Fenster des heiligen Sebastian (Fenster 5)

Die Scheiben des dreibahnigen Fensters wurden um 1525/30 geschaffen. In der Mitte ist der heilige Sebastian dargestellt, seitlich sieht man einen Ritter mit seinem Schutzpatron, einem Bischof, und eine Stifterin mit Maria Magdalena.

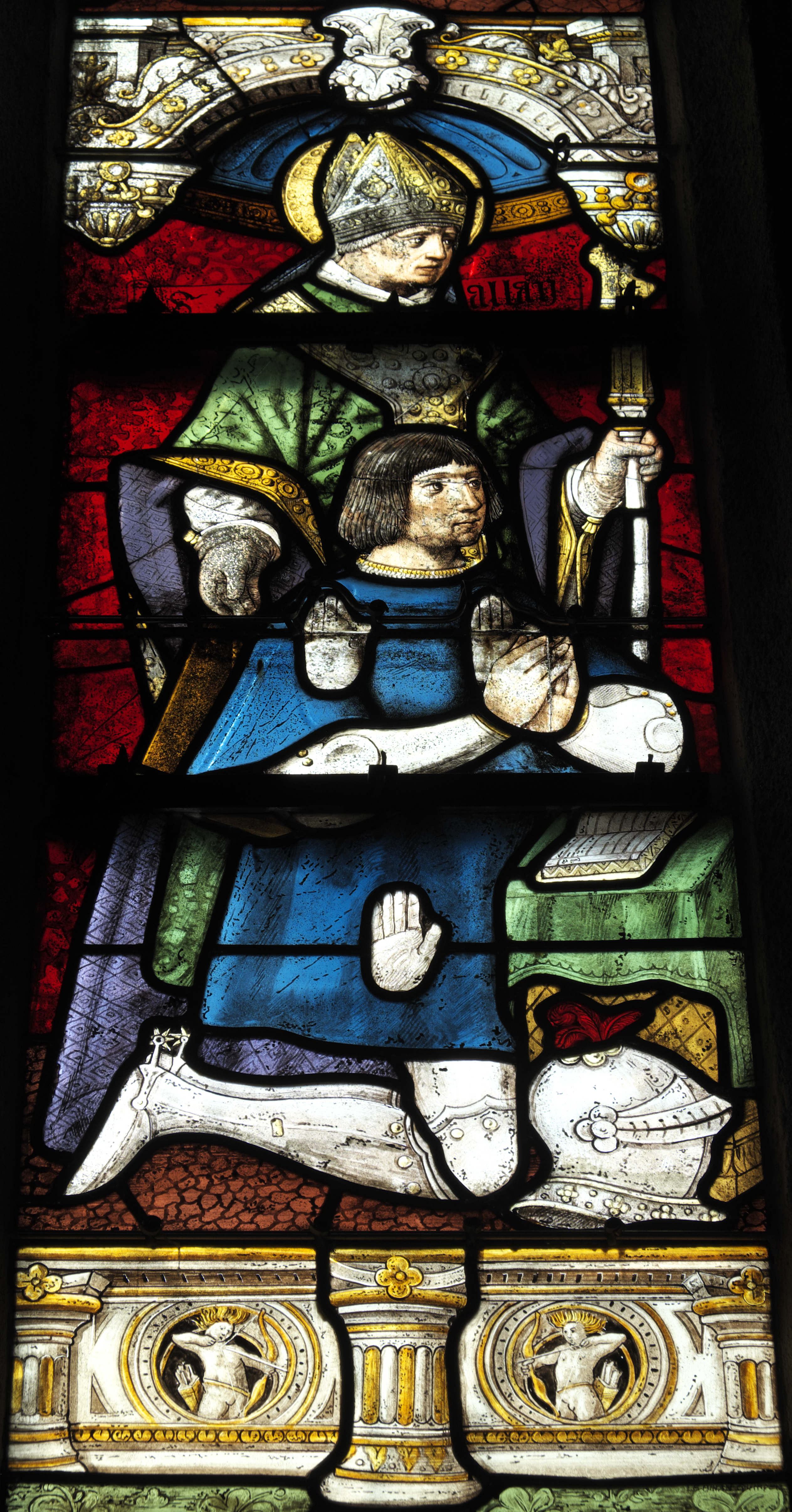
Ritter und Schutzpatron
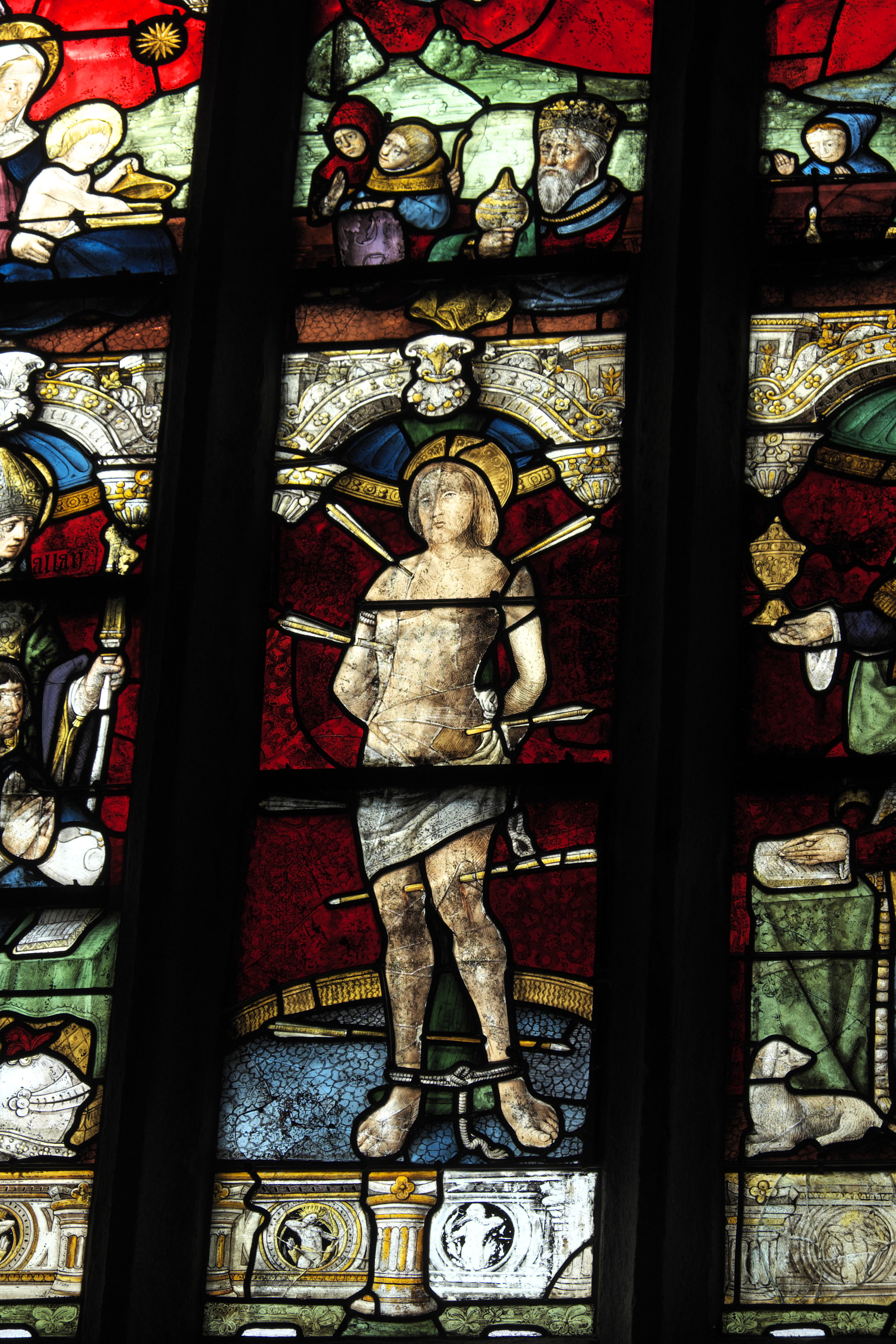
Heiliger Sebastian
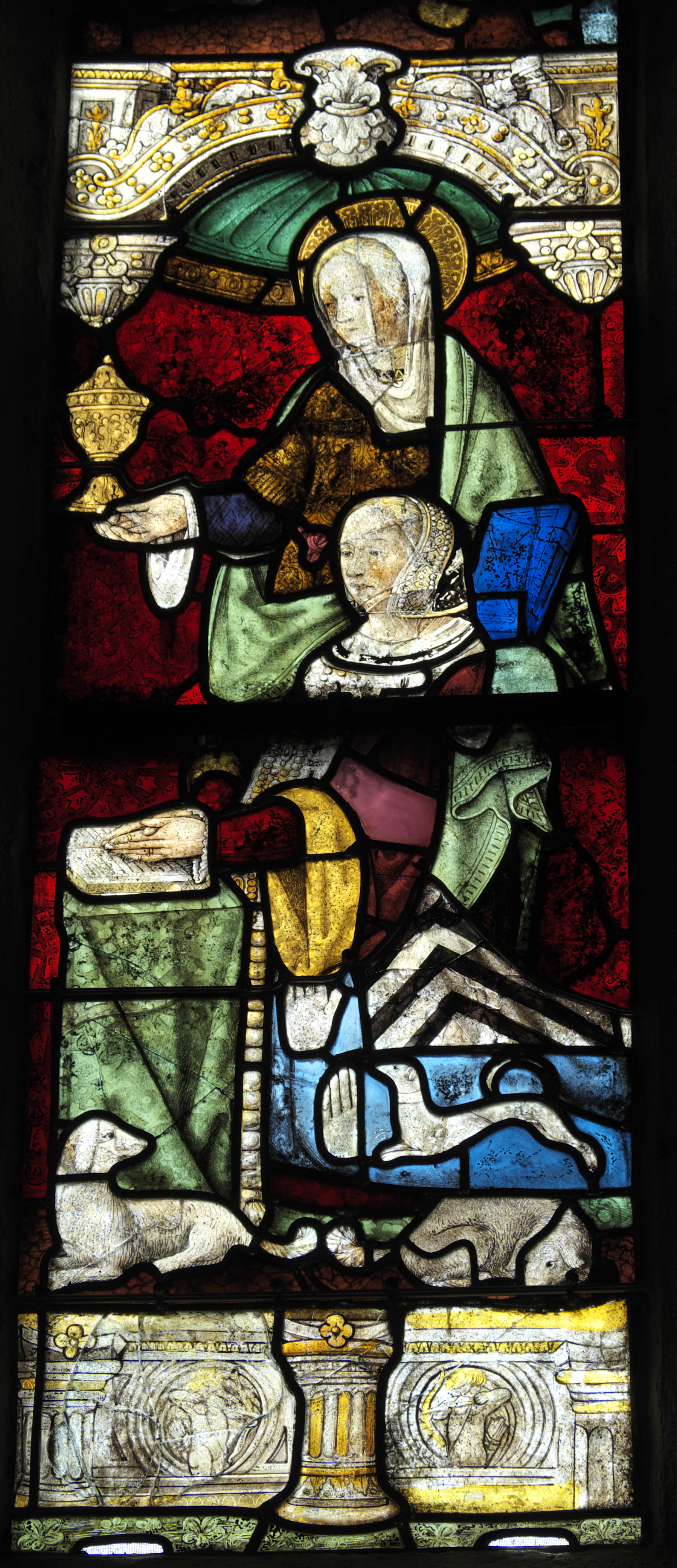
Stifterin und Maria Magdalena

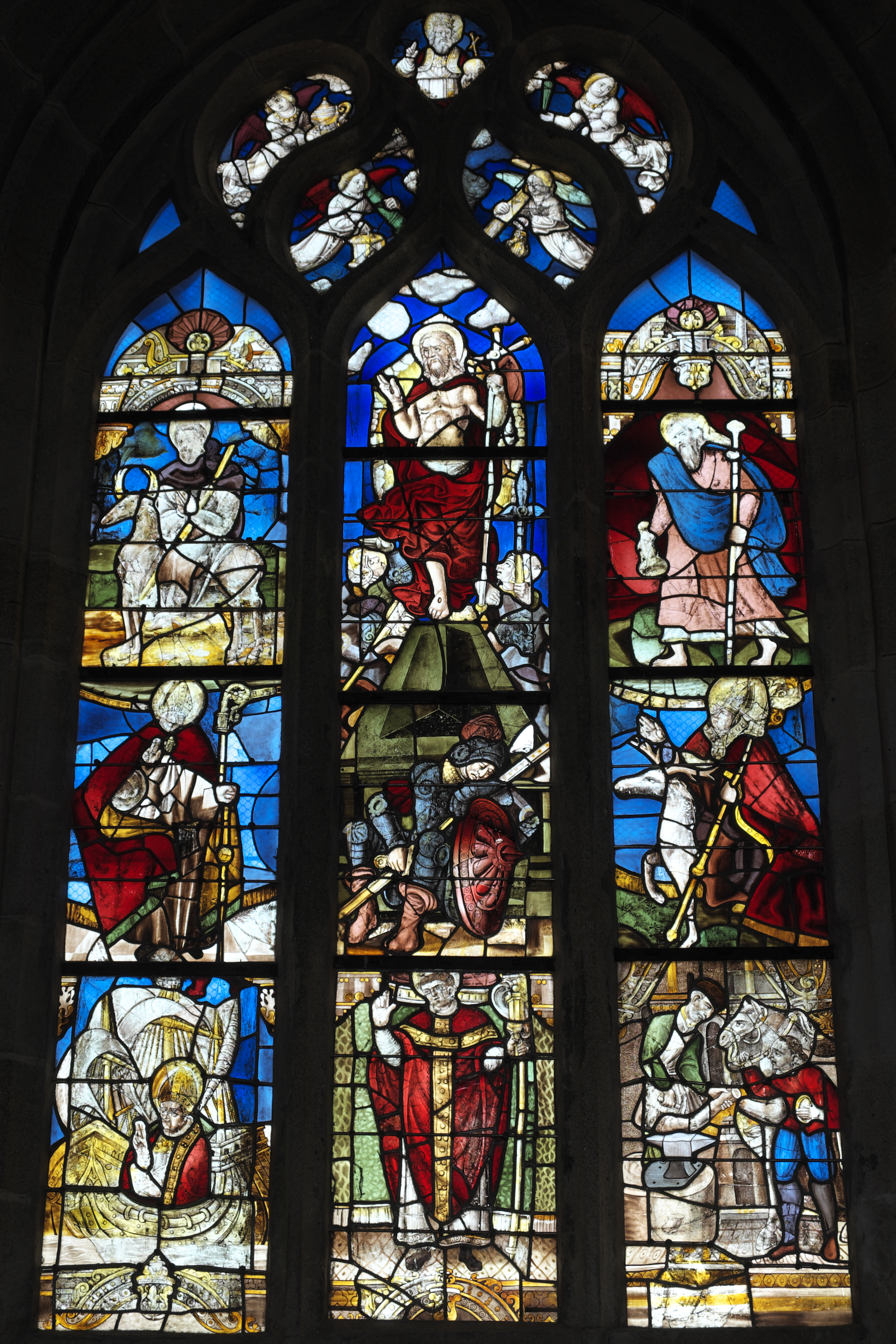
Auferstehung Christi und Heilige

- Fenster mit Szenen der Auferstehung Christi und Heiligen (Fenster 7)

Das Fenster mit Szenen der Auferstehung Christi wurde 1862 aus Scheiben verschiedener Fenster wieder neu zusammengesetzt. Die Scheiben des Maßwerks mit der Darstellung Gottvaters und vier Engeln wurden um 1525 bis 1530 geschaffen. Die drei Lanzetten werden in die zweite Hälfte des 16. Jahrhunderts datiert. In der Mitte steht Christus über seinem Grab, neben dem die schlafenden Wächter liegen. Die untere Szene zeigt einen Diakon. Die linke Lanzette stellt oben den heiligen Edern auf einem Hirsch reitend dar, in der Mitte einen Bischof und darunter den heiligen Nikolaus, der in einem Schiff sitzt und versucht, das Meer zu besänftigen. Auf der rechten Lanzette sieht man oben einen Pilger, vielleicht den heiligen Rochus oder den Apostel Jakobus, in der Mitte den heiligen Théleau (Thélo) auf einem Hirschen und unten das Wunder des heiligen Eligius, der einem Pferd sein abgehacktes Bein wieder ansetzt.

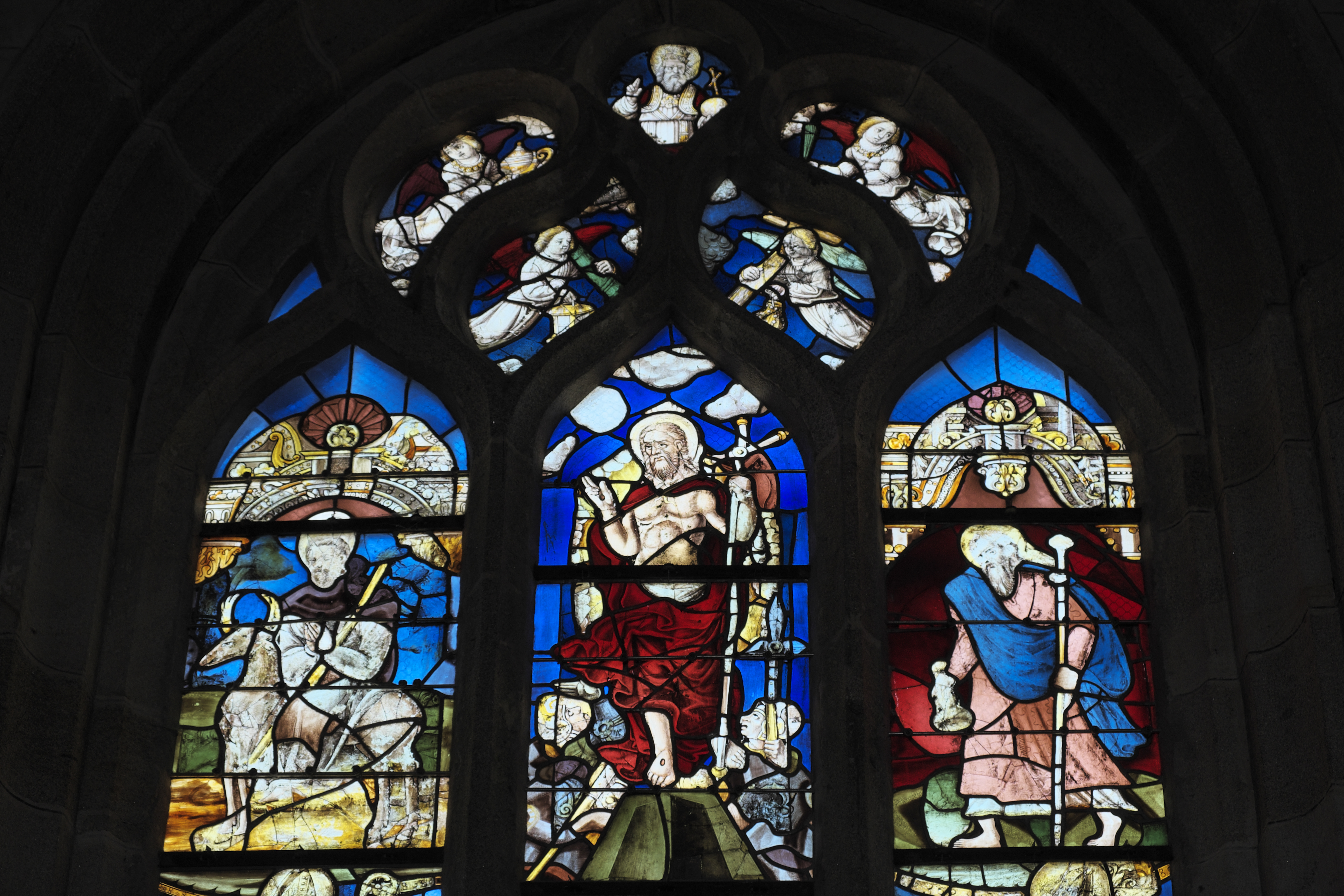
Auferstehung Christi
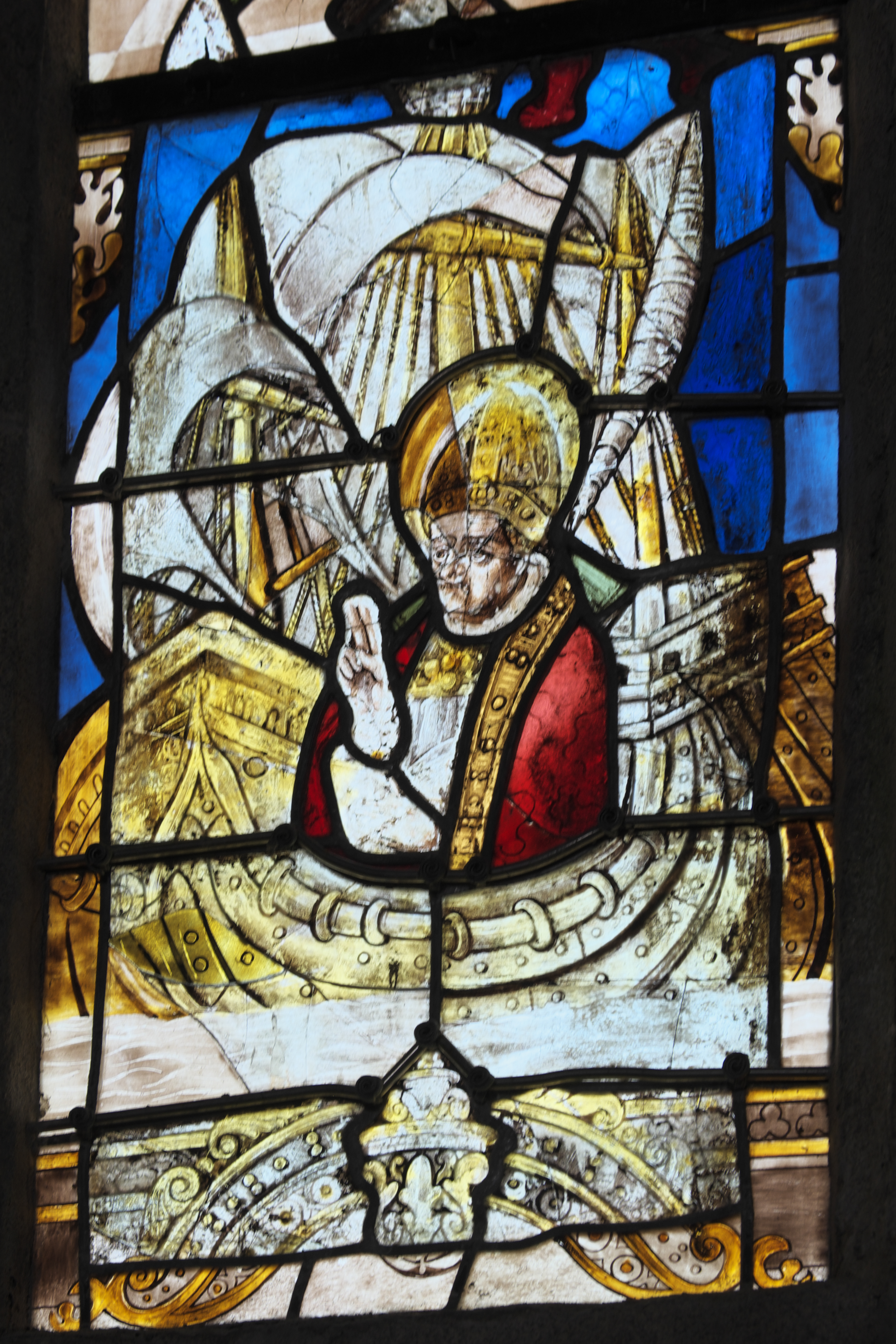
Heiliger Nikolaus
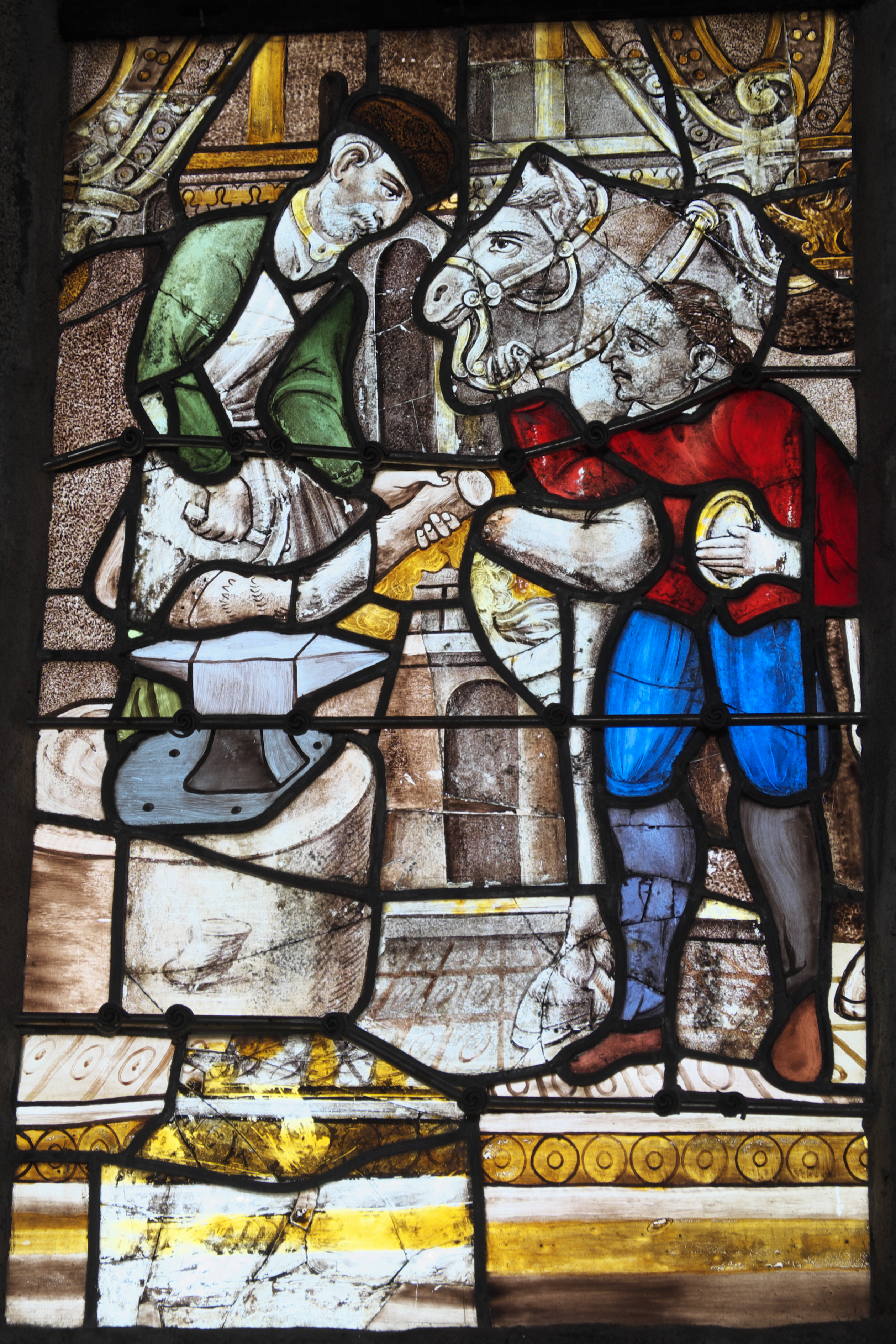
Wunder des heiligen Eligius

- Zwei weitere Fenster aus dem Jahr 1904 stellen Szenen aus dem Leben des heiligen Thégonnec und des heiligen Thurien  dar.

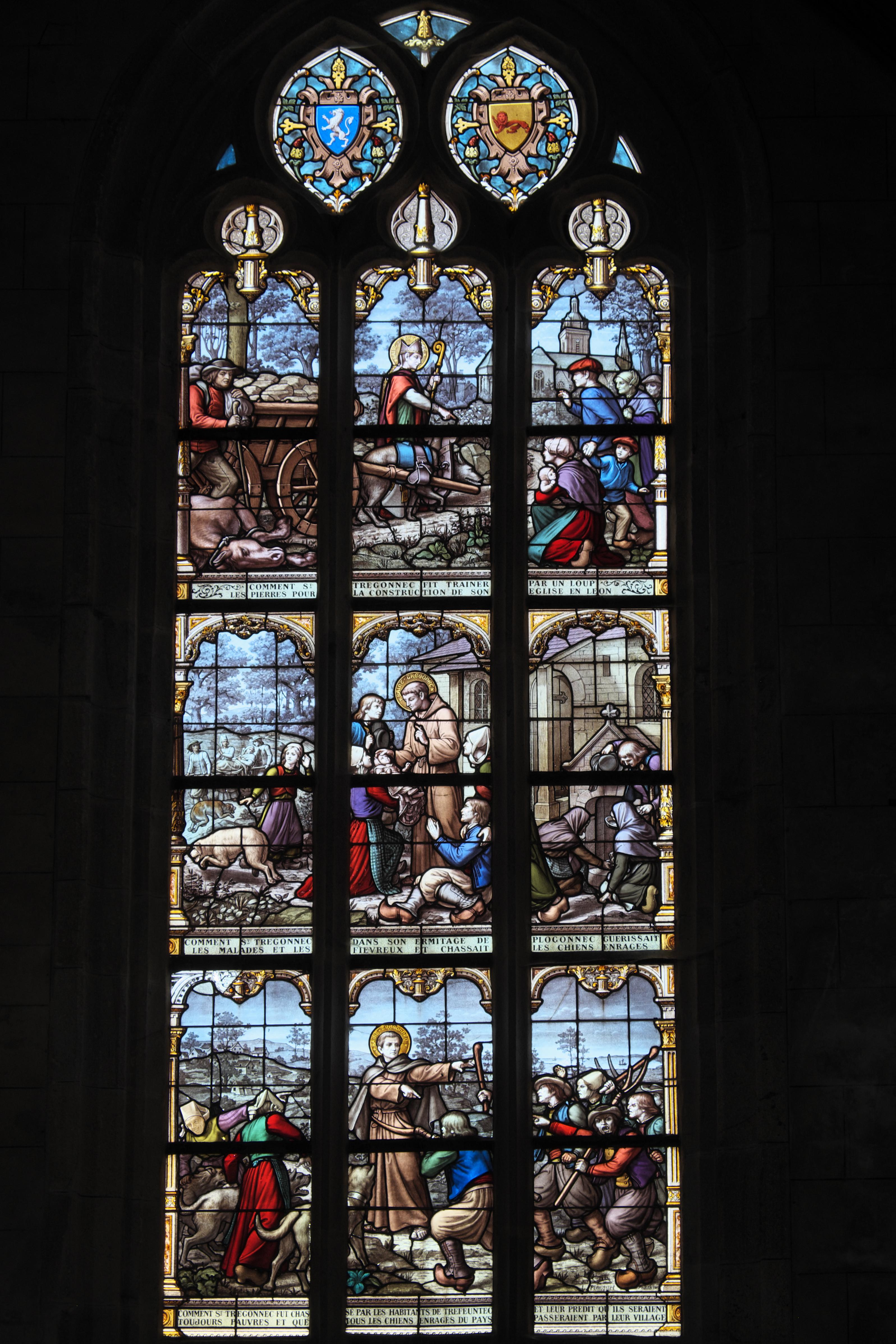
Szenen aus dem Leben des heiligen Thégonnec
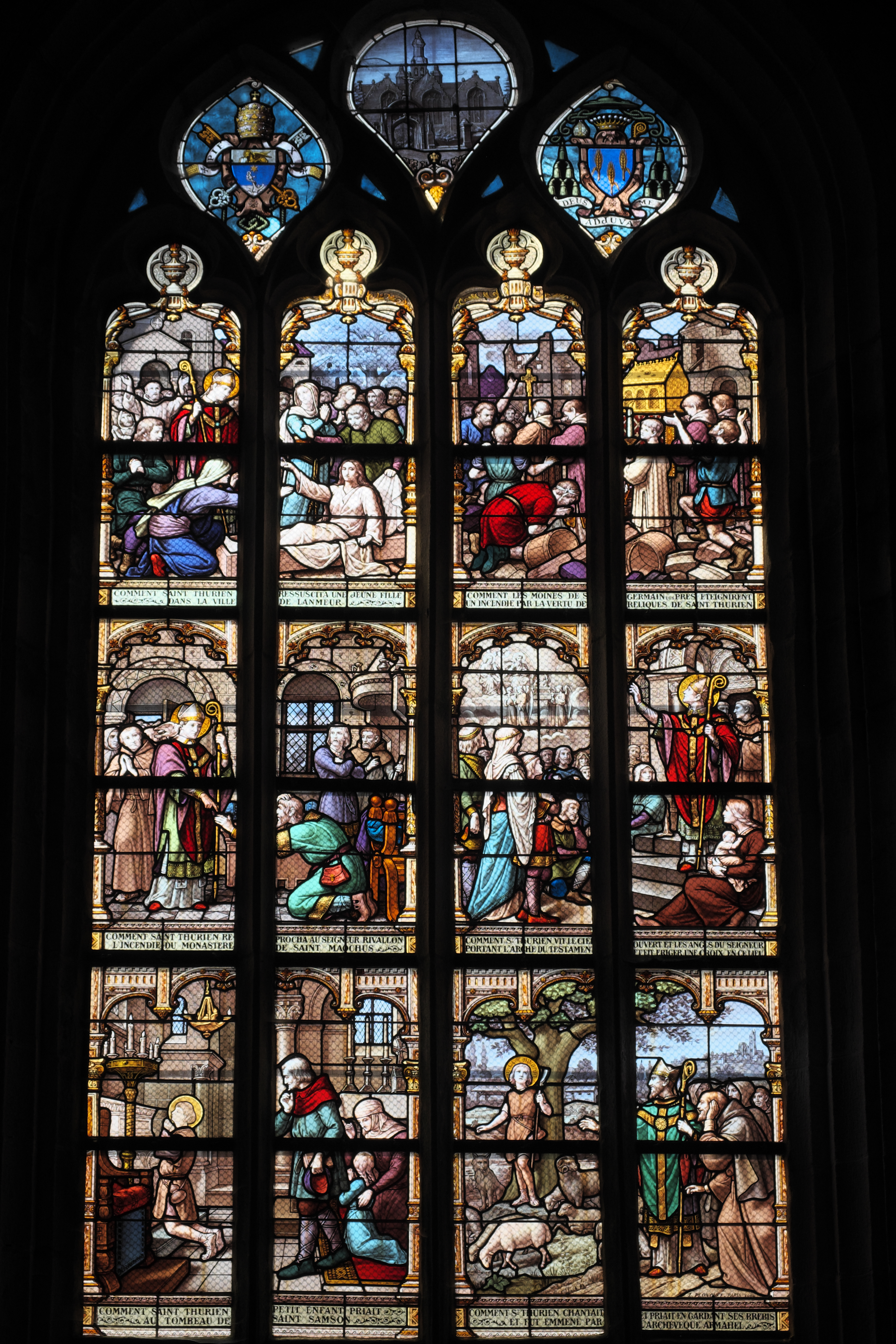
Szenen aus dem Leben des heiligen Thurien

## Ausstattung

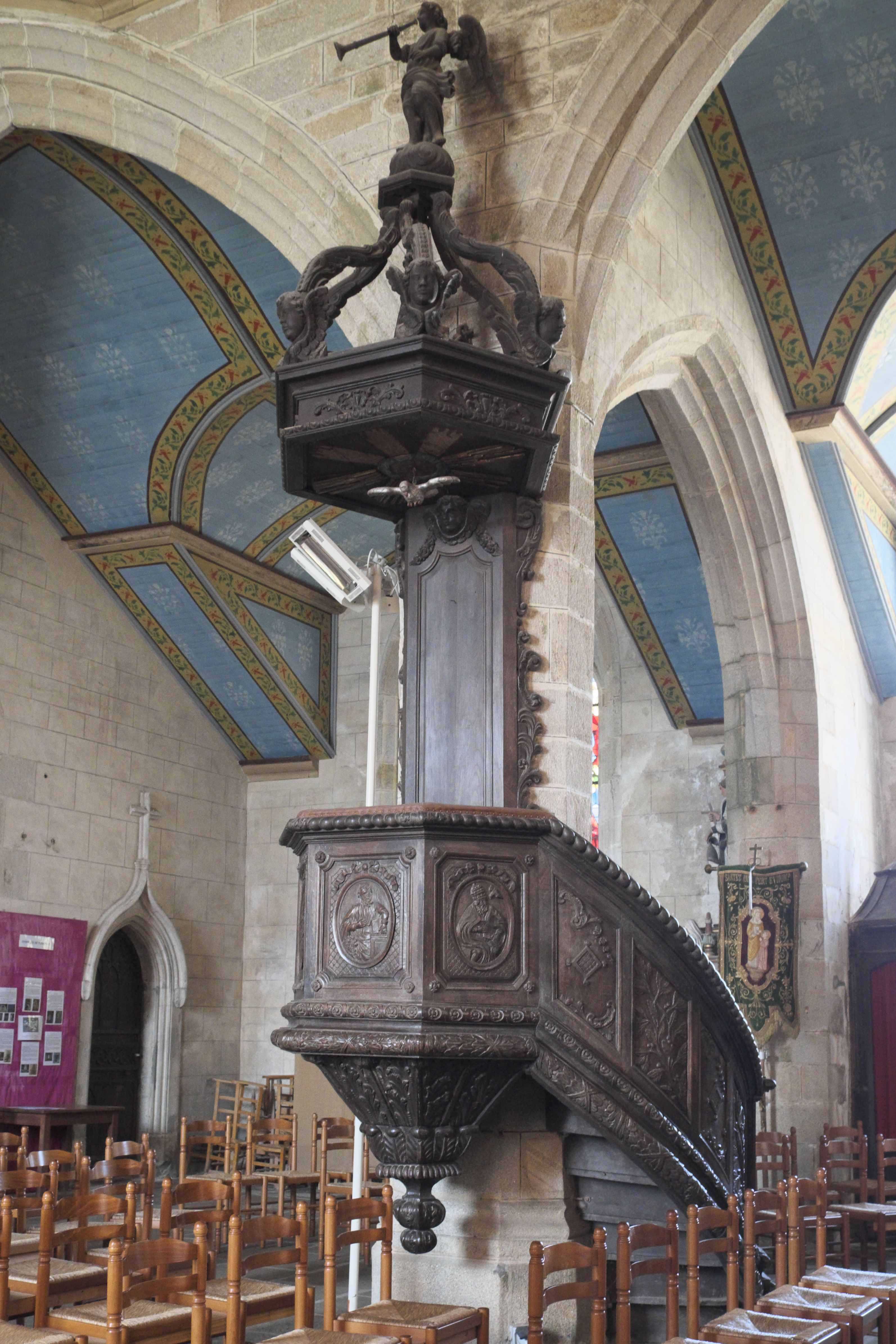
Kanzel

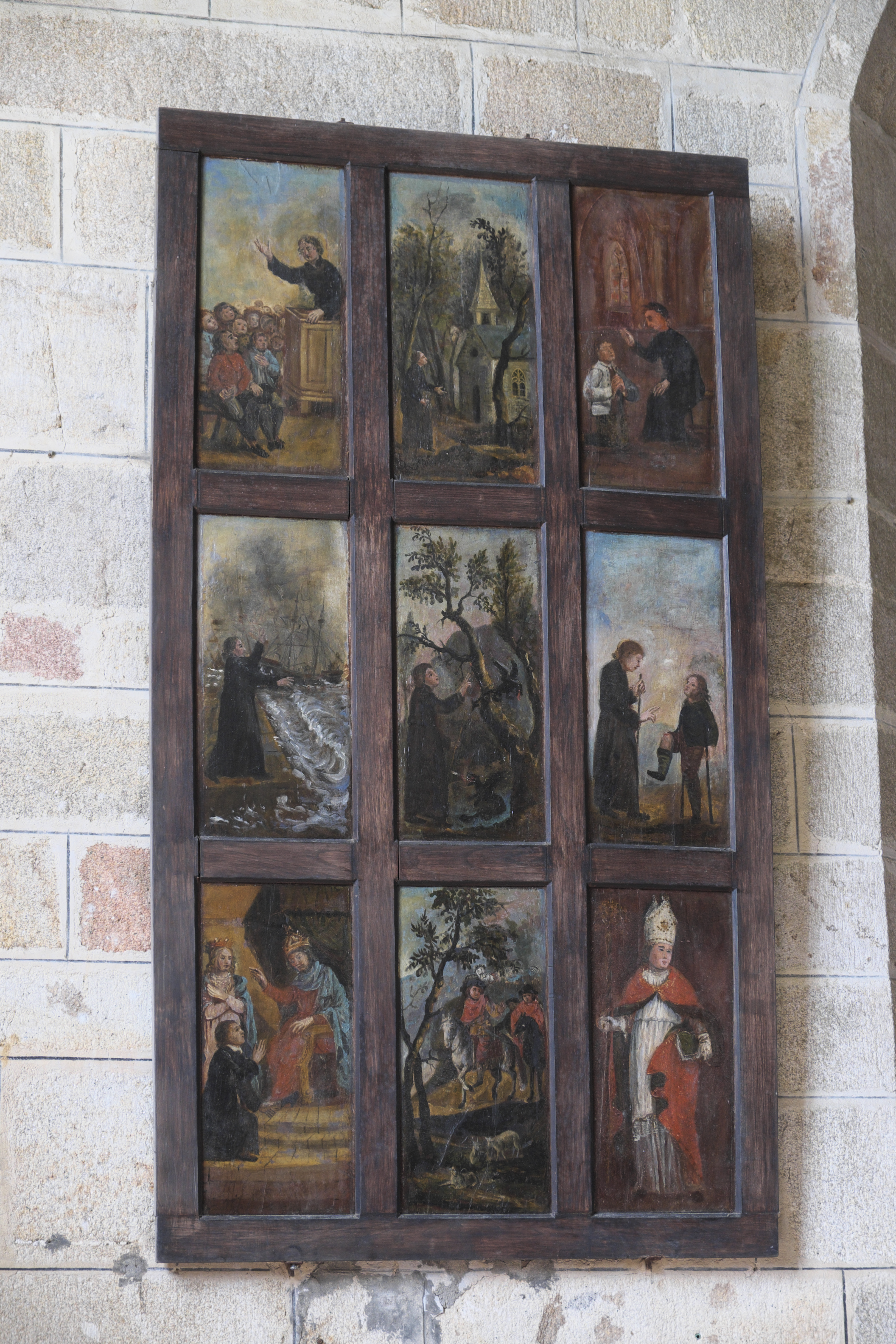
Leben des heiligen Maudez

- Die Holztäfelung im Chor stammt aus dem frühen 18. Jahrhundert.[3]
- Die Kanzel wurde in den Jahren 1777 bis 1780 von Charles Gabriel Le Poupon geschaffen. Am Kanzelkorb sind die Kirchenväter dargestellt.[4]
- Auf einem auf Holz gemalten Tafelbild aus dem 17. Jahrhundert sind Szenen aus dem Leben des heiligen Maudez, eines legendären bretonischen Heiligen, dargestellt.[5]
- Die Kirche besitzt mehrere farbig gefasste Steinskulpturen wie die des Kirchenpatrons, des heiligen Thurien[6], des heiligen Maudez[7], des heiligen Claude[8], des heiligen Stephanus[9] und des heiligen Herbot[10].

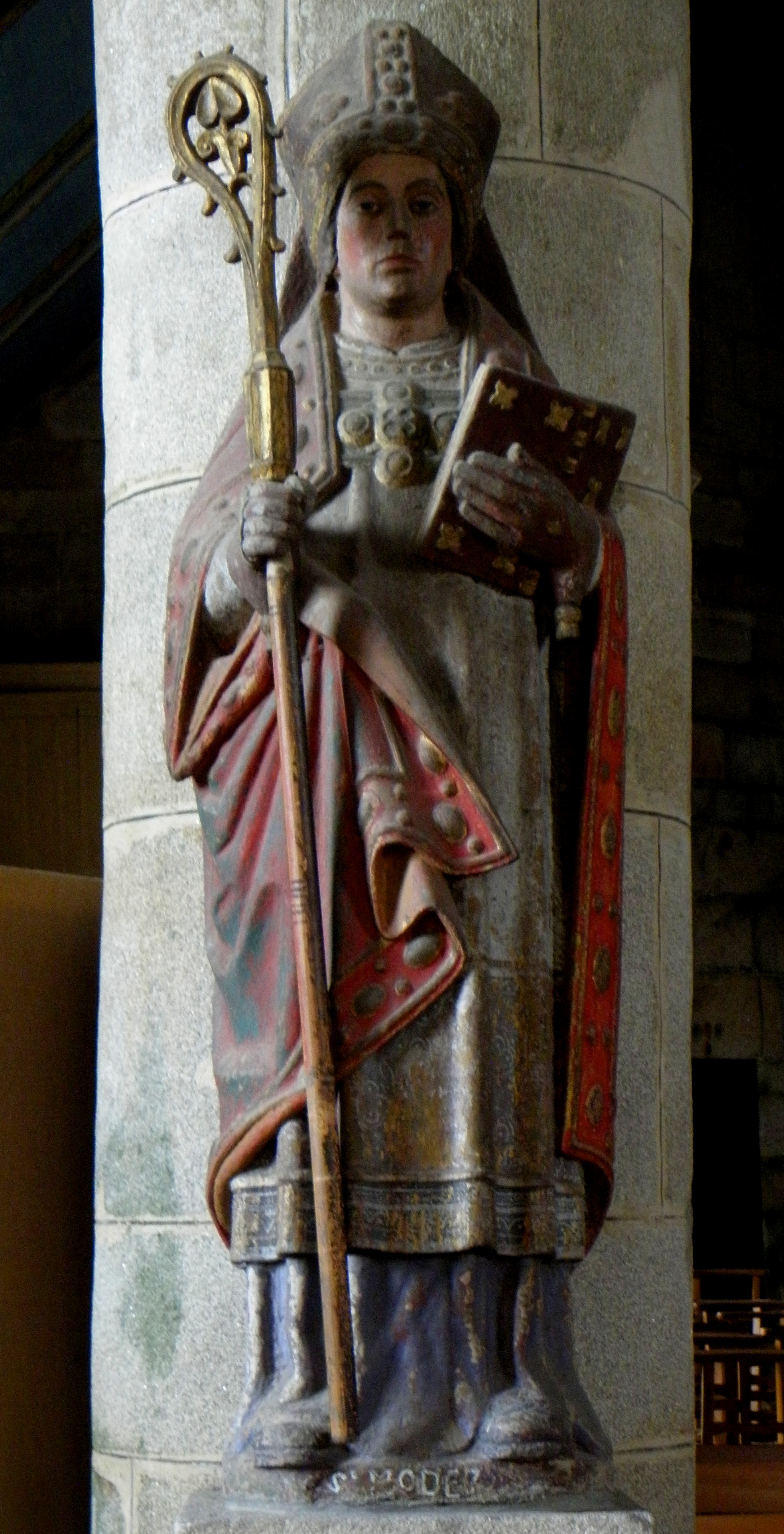
Heiliger Maudez
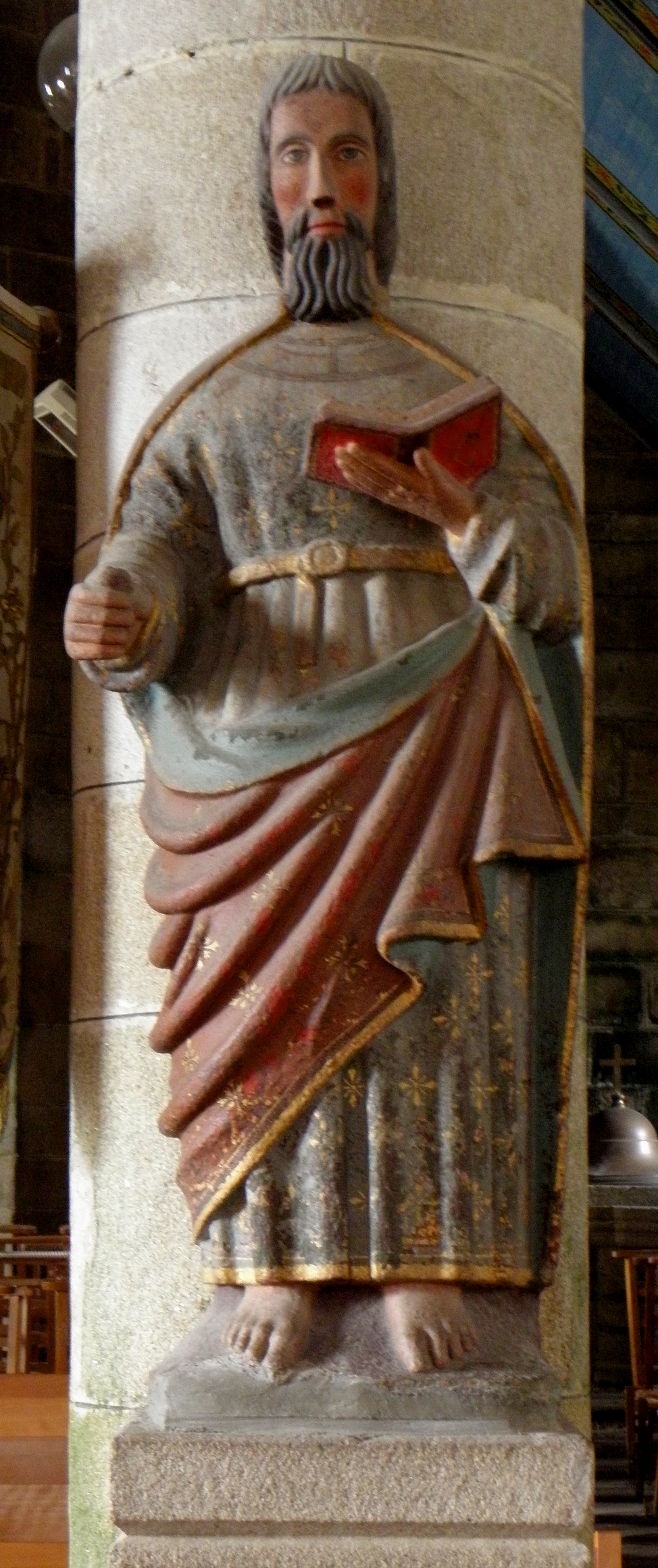
Heiliger Herbot
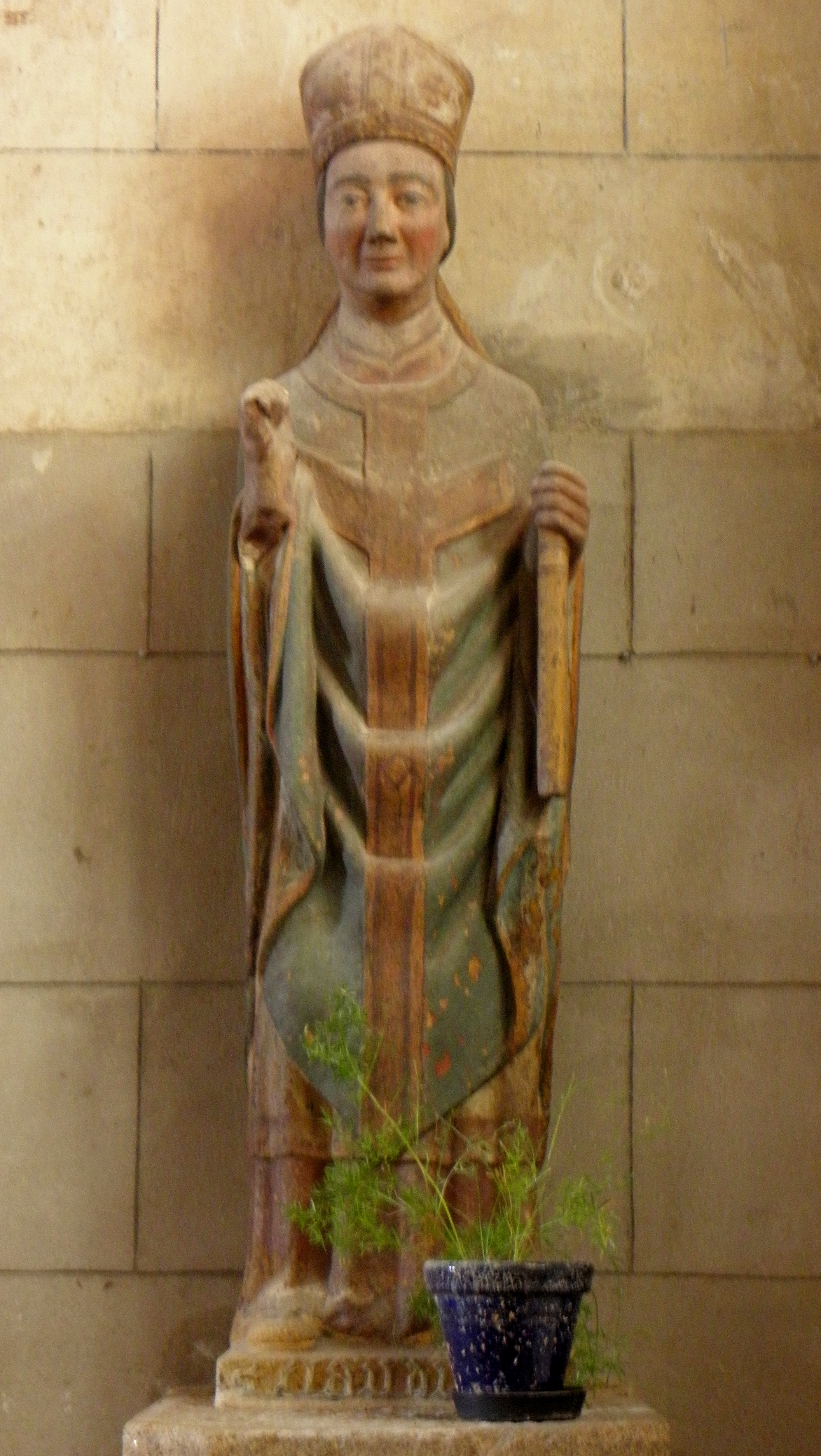
Heiliger Claude
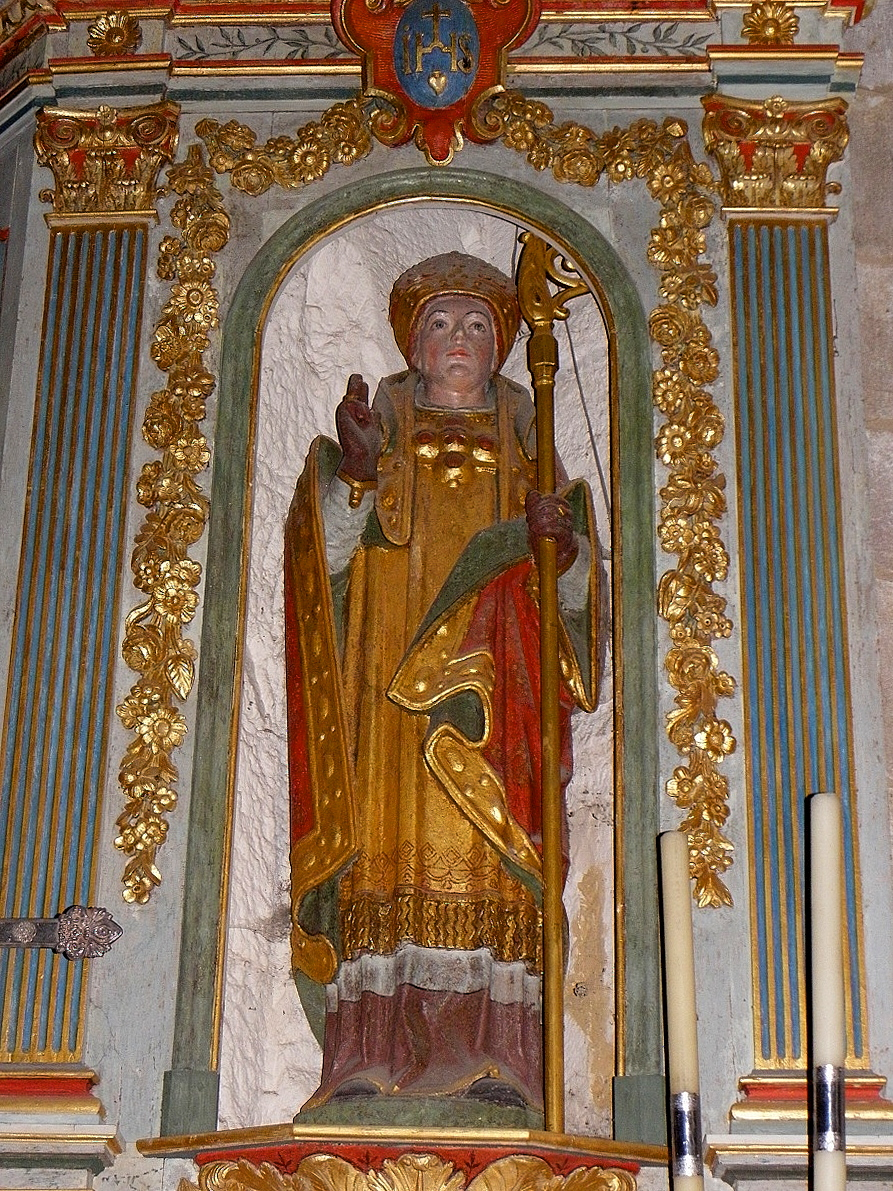
Heiliger Thurien
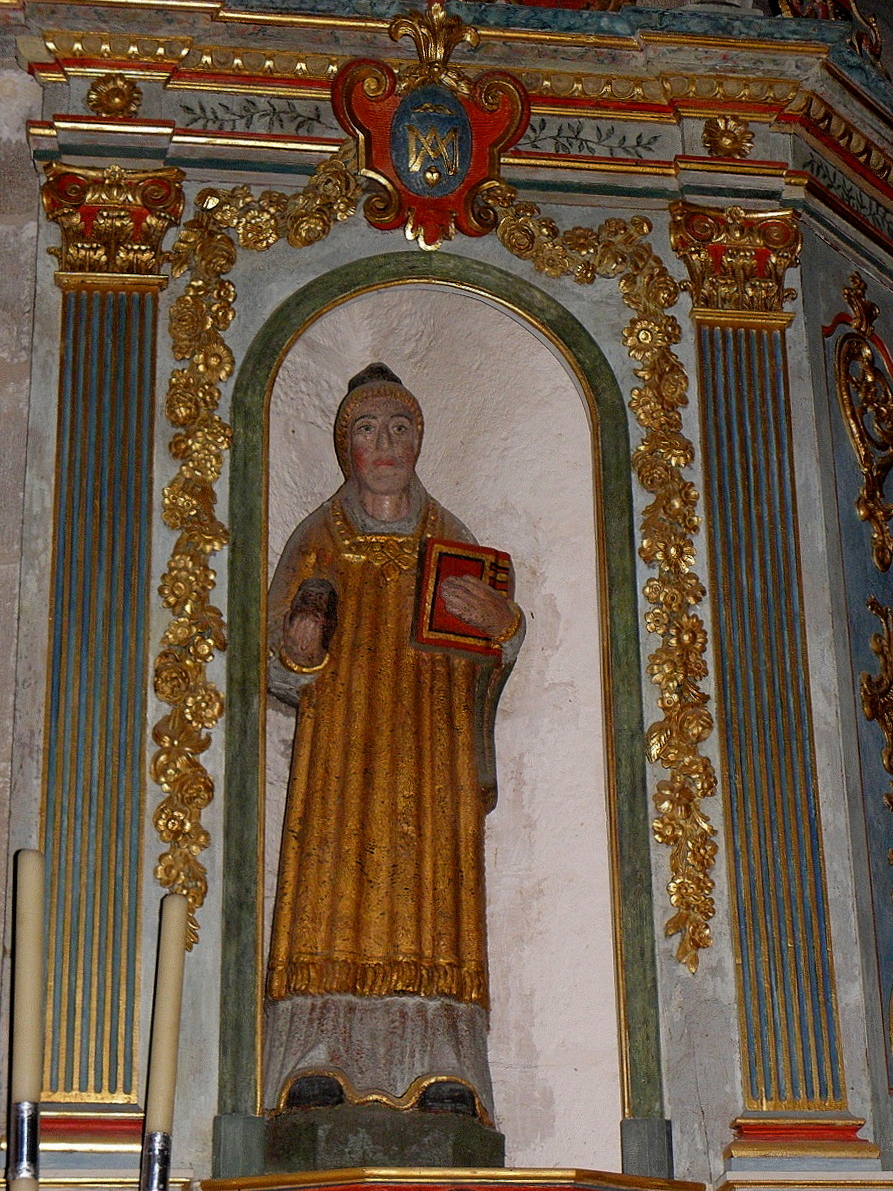
Heiliger Stephanus